# Caroline Wozniacki
Caroline Wozniacki (Odense, 11 luglio 1990) è una tennista danese.
È considerata la tennista danese più forte della storia e una delle tenniste più forti dell'epoca moderna. È stata la numero uno del mondo per 71 settimane, dall'ottobre del 2010 fino al gennaio del 2012 e di nuovo a gennaio 2018. È stata la prima tennista proveniente da un paese scandinavo a raggiungere la vetta della classifica WTA e a vincere un torneo dello Slam, impresa compiuta all'Australian Open 2018. In carriera ha vinto trenta tornei WTA, tra cui le WTA Finals 2017 e il sopracitato Slam australiano. Ha inoltre raggiunto altre due finali Slam, entrambe perse, allo US Open, nel 2009 e nel 2014. Detiene il record di prima giocatrice in assoluto ad avere battuto nello stesso anno tre diverse numero uno, impresa compiuta nel 2017, quando sconfisse Karolína Plíšková, Garbiñe Muguruza e Simona Halep.
È stata la ventesima tennista della storia ad approdare al numero uno, e la decima a terminare per ben due volte, nel 2010 e nel 2011, la stagione in quella posizione. Detiene inoltre il record di giocatrice con il maggior numero di tornei Premier vinti (11) e di tornei International (9). Ha inoltre vinto, per undici anni consecutivi, almeno un titolo WTA, striscia iniziata nel 2008 e conclusasi nel 2018.
È al settimo posto della classifica che conta i montepremi vinti in carriera nei tornei, superando quota 36 milioni di dollari. Nel 2018 viene eletta dalla famosa rivista Forbes la sportiva femminile più influente al mondo, divenendo così la prima atleta nella storia a entrare nella top ten delle donne più potenti del mondo in ambito sportivo. Sempre nello stesso anno viene eletta dalla ESPN come 66ª atleta più famosa al mondo, quarta donna in assoluto.

## Biografia

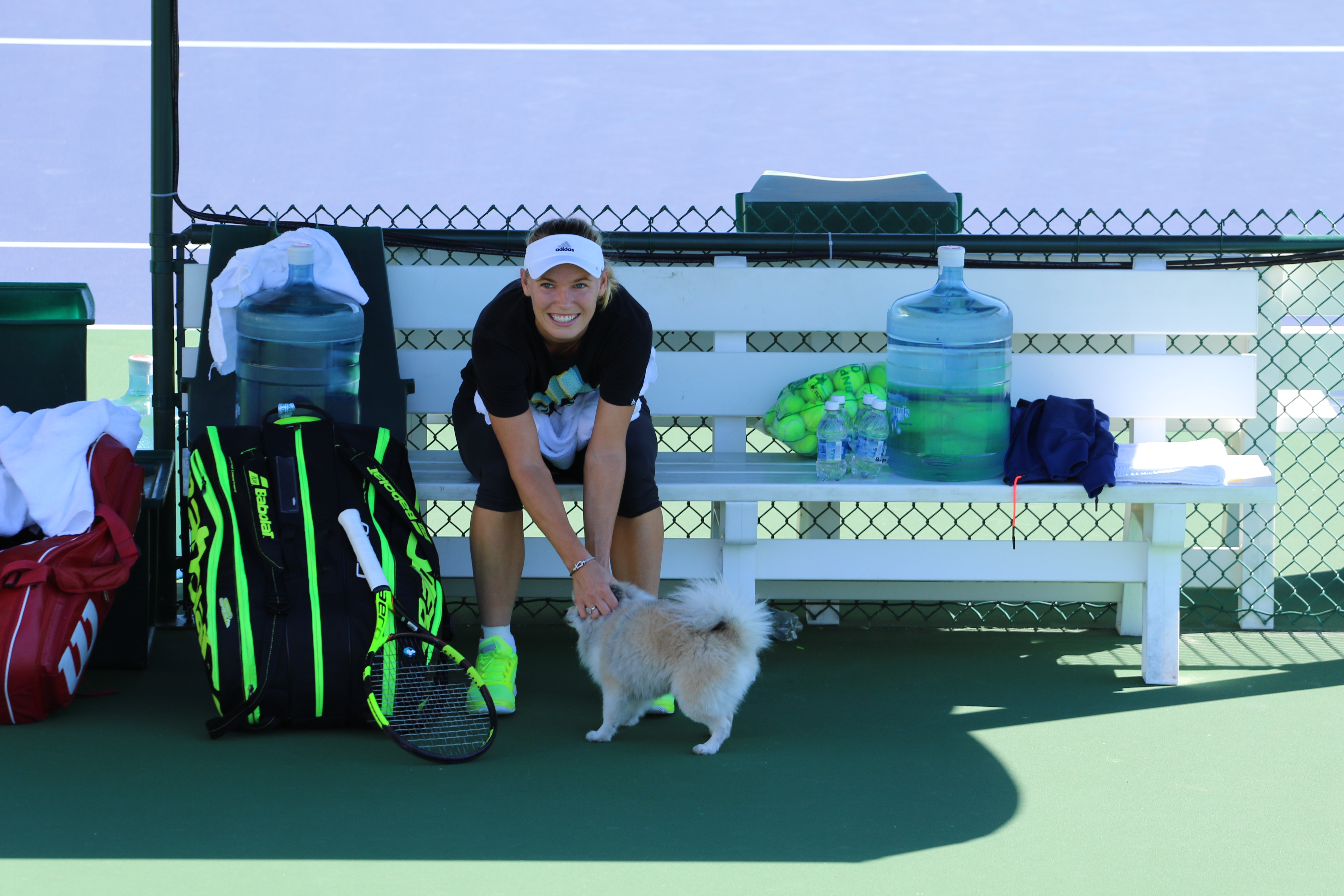
Caroline insieme al suo cagnolino Bruno nel 2017

Caroline Wozniacki è nata ad Odense, in Danimarca, l'11 luglio 1990 da genitori polacchi. Ha un fratello, Patrick Wozniacki, giocatore professionista di calcio. Parla correttamente danese, polacco e inglese, ed è tifosa del Liverpool. I suoi genitori sono stati entrambi sportivi; la madre, Anna Wozniacki, faceva parte della nazionale di pallavolo polacca, mentre il padre, Piotr Wozniacki, è stato un giocatore di calcio professionista. I genitori si trasferirono dalla Polonia in Danimarca negli anni '80, quando Piotr firmò un contratto con la società calcistica danese Boldklubben 1909. Prima del tennis Caroline praticò vari sport, soprattutto il calcio, per il quale coltiva tuttora una grande passione. La sua passione per il tennis nacque quando vide il fratello Patrick giocare, e all'età di sette anni iniziò anche lei a praticarlo. Considera Martina Hingis e Steffi Graf come sue principali ispirazioni. Fin da giovanissima ebbe successo in questo sport tanto che all'età di quattordici anni vinse l'Osaka Mayor's Cup a Tokyo, un anno dopo l'Orange Bowl e nel 2006 il torneo di Wimbledon Junior.
Nel novembre del 2014 disputa la maratona di New York riuscendo a completarla con un ottimo tempo (3 ore e 26 minuti). Grazie al tempo ottenuto riesce a qualificarsi per la Maratona di Boston, ma la danese dice che non correrà altre maratone fino alla fine della sua carriera tennistica.

## Carriera sportiva

### Gli esordi

#### 2005-2007: successo nel circuito Junior e debutto nella WTA
Wozniacki ha vinto diversi tornei junior nel 2005, compreso il campionato di tennis Orange Bowl. Ha fatto il suo debutto al Western & Southern Open di Cincinnati il 19 luglio 2005, perdendo contro la svizzera Patty Schnyder al primo turno. Al Nordea Nordic Light Open viene eliminata da Martina Suchá al primo turno.
Nel 2006 partecipa come prima testa di serie agli Australian Open-singolare ragazze, ma viene battuta in finale dall'ottava testa di serie Anastasija Pavljučenkova. Partecipa anche al torneo di doppio con la partner Anna Tatišvili, ma la coppia viene eliminata in semifinale dalla coppia franco-italiana formata da Alizé Cornet e Corinna Dentoni.
Nel mese di febbraio, a Memphis, raggiunge il suo primo quarto di finale WTA Tour, battendo Kristina Brandi e Ashley Harkleroad, prima di perdere dalla terza testa di serie Sofia Arvidsson.
Prima di Wimbledon Caroline vince il torneo esibizione di Liverpool International Tennis Tournament, battendo Ashley Harkleroad in finale.
Nello stesso anno le viene data una wild card per il sorteggio di qualificazione a Wimbledon, dove viene eliminata al primo turno da Miho Saeki. Tuttavia riesce a vincere il singolare ragazze, battendo la slovacca Magdaléna Rybáriková in finale.

Caroline Wozniacki al Torneo Junior di Wimbledon nel 2006

Nel mese di agosto raggiunge il suo secondo quarto di finale in torneo WTA, questa volta al Nordea Nordic Light Open di Stoccolma. Nel corso del torneo batte le top-100 Iveta Benešová e Eléni Daniilídou, prima di cedere alla terza testa di serie Zheng Jie. Caroline si presenta come seconda testa di serie all'ultimo torneo più importante dell'anno. Al primo turno, vince il primo set contro la russa Aleksandra Panova, ma viene squalificata nel secondo set per avere abusato verbalmente dell'arbitro; venne detto che la tennista danese imprecò in riferimento a un guardalinee che fece una chiamata controversa. Tuttavia, sul suo blog, affermò di avere detto "prendere gli occhiali da sole" quando in realtà criticava se stessa dopo il punto successivo, e non il guardalinee. Nel suo ultimo torneo juniores, Coppa del Sindaco di Osaka, vinse sia il singolo che il doppio ragazze. La danese doveva giocare contro Venus Williams il 27 novembre in un match di esibizione a Copenaghen, ma cinque giorni prima dell'evento, Williams annullò a causa di un infortunio. Le due, tuttavia, si affrontano al Tier III di Memphis il 20 febbraio, dove la statunitense elimina agevolmente la giovane tennista danese. Il 29 novembre la Wozniacki è stata nominata ambasciatrice danese del Junior Tennis da parte del ministro della Cultura della Danimarca, Brian Mikkelsen.
Il 4 febbraio vince il torneo ITF 75 000$ di Ortisei, Italia, battendo in finale l'italiana Alberta Brianti. Il 4 marzo vince un altro torneo ITF 75 000$ a Las Vegas, battendo Akiko Morigami in finale. Ottiene una wild card per il main draw del Pacific Life Open. Ma viene eliminata al secondo turno dalla ex numero uno del mondo, Martina Hingis.
Ha poi fatto le semifinali a Tokyo nel mese di ottobre, la sua prima semifinale nel WTA Tour, e di conseguenza è diventata la prima donna danese di raggiungere una semifinale WTA dal Tine Scheuer-Larsen a Bregenz nel 1986, ma fu sconfitta da Venus Williams in due set.

### 2008: primo titolo WTA
Il 2008 è l'anno di consacrazione per la giovane tennista danese. Partecipa agli Australian Open, dove al primo turno incontra l'argentina Gisela Dulko che batte nettamente con un doppio 6-1; al secondo turno riesce a battere la testa di serie numero 21, Al'ona Bondarenko con il punteggio di 7–6(4), 6-1. Riesce a raggiungere il suo primo ottavo di finale in un torneo del Grande Slam, battendo la tedesca Sabine Lisicki per 4-6, 6-4, 6-3, ma ad attenderla è la quarta testa di serie, Ana Ivanović; la serba riesce a vincere il primo set con un netto 6-1, grazie alla maggiore esperienza unita all'emozione di Caroline, ma nel secondo la danese prende le redini del set e riesce a portarsi avanti 5-3, ma la Ivanović fa suo il match al tiebreak per sei punti a due.
Agli Open di Francia 2008 le viene assegnata la 30ª testa di serie. Per la danese è la prima volta che le viene assegnata una testa di serie in un torneo dello Slam; al primo turno batte la tennista austriaca Yvonne Meusburger, lasciandole soltanto due game, al secondo turno incontra la bielorussa Nastas'sja Jakimava, che batte senza problemi, con il punteggio di 6-0, 6-4. Ai sedicesimi incontra di nuovo Ana Ivanović, che batte Caroline con il punteggio di 6-4, 6-1.

Caroline Wozniacki agli US Open 2008

A Wimbledon riesce a raggiungere il terzo turno, ma deve arrendersi alla numero due del mondo Jelena Janković in tre set, con il punteggio di 6-2, 4-6, 2-6. Vince il suo primo titolo WTA al Nordea Nordic Light Open di Stoccolma senza perdere un set, battendo la quinta testa di serie Anabel Medina Garrigues ai quarti di finale, la campionessa in carica Agnieszka Radwańska in semifinale e in finale la russa Vera Duševina per 6-0, 6-2. Alle Olimpiadi estive di Pechino 2008 batte la numero 12 del mondo Daniela Hantuchová al secondo turno prima di essere eliminata dalla futura vincitrice del torneo Elena Dement'eva, con il punteggio di 6(3)–7, 2-6. Caroline vince il suo secondo titolo a livello WTA al Pilot Pen Tennis di New Haven, sconfiggendo quattro teste di serie: Dominika Cibulková al primo turno, Marion Bartoli ai quarti, Alizé Cornet in semifinale e in finale Anna Čakvetadze.
Caroline si presenta agli US Open 2008, come testa di serie nº21. Al primo turno batte la wild card statunitense Ahsha Rolle con un netto 6-1, 6-2, al secondo turno sconfigge l'italiana Maria Elena Camerin per 6-2, 6-1 e al terzo turno batte bielorussa Viktoryja Azaranka con un doppio 6-4. Agli ottavi viene sconfitta ancora una volta dalla serba Jelena Janković in tre set, con il punteggio di 6-3, 2-6, 1-6. Al China Open 2008 perde al primo turno da Anabel Medina Garrigues; tuttavia in coppia con quest'ultima si aggiudica il torneo di doppio, sconfiggendo il duo cinese di Han Xinyun e Xu Yi-Fan.
Questo è il primo titolo WTA della Wozniacki in doppio. Al Tier III AIG Japan Open Tennis Championships, le è attribuita la prima testa di serie del torneo, per la prima volta nel WTA Tour, circostanza che le porta fortuna dato che vince il suo terzo titolo in carriera, sconfiggendo l'estone Kaia Kanepi in finale con il punteggio di 6-2, 3-6, 6-1. Nel corso del torneo batte in sequenza: Gisela Dulko per 4-6, 6-0, 6-3, Ayumi Morita per 6-2, 6-1, Tamarine Tanasugarn per 6-4, 6-1, e Jarmila Gajdošová per 6-4, 6-3. Successivamente vince il Torneo di Odense, dove batte in finale la svedese Sofia Arvidsson. Chiude l'anno in dodicesima posizione mondiale.

### 2009: prima finale Slam e top 5
Caroline inizia la sua stagione partecipando al torneo di Auckland, dove al primo turno elimina l'italiana Alberta Brianti, concedendole solamente un game. Al secondo turno batte la statunitense Jill Craybas per 6-4, 7-5; viene eliminata ai quarti di finale per mano di Elena Vesnina, che raggiungerà la finale.

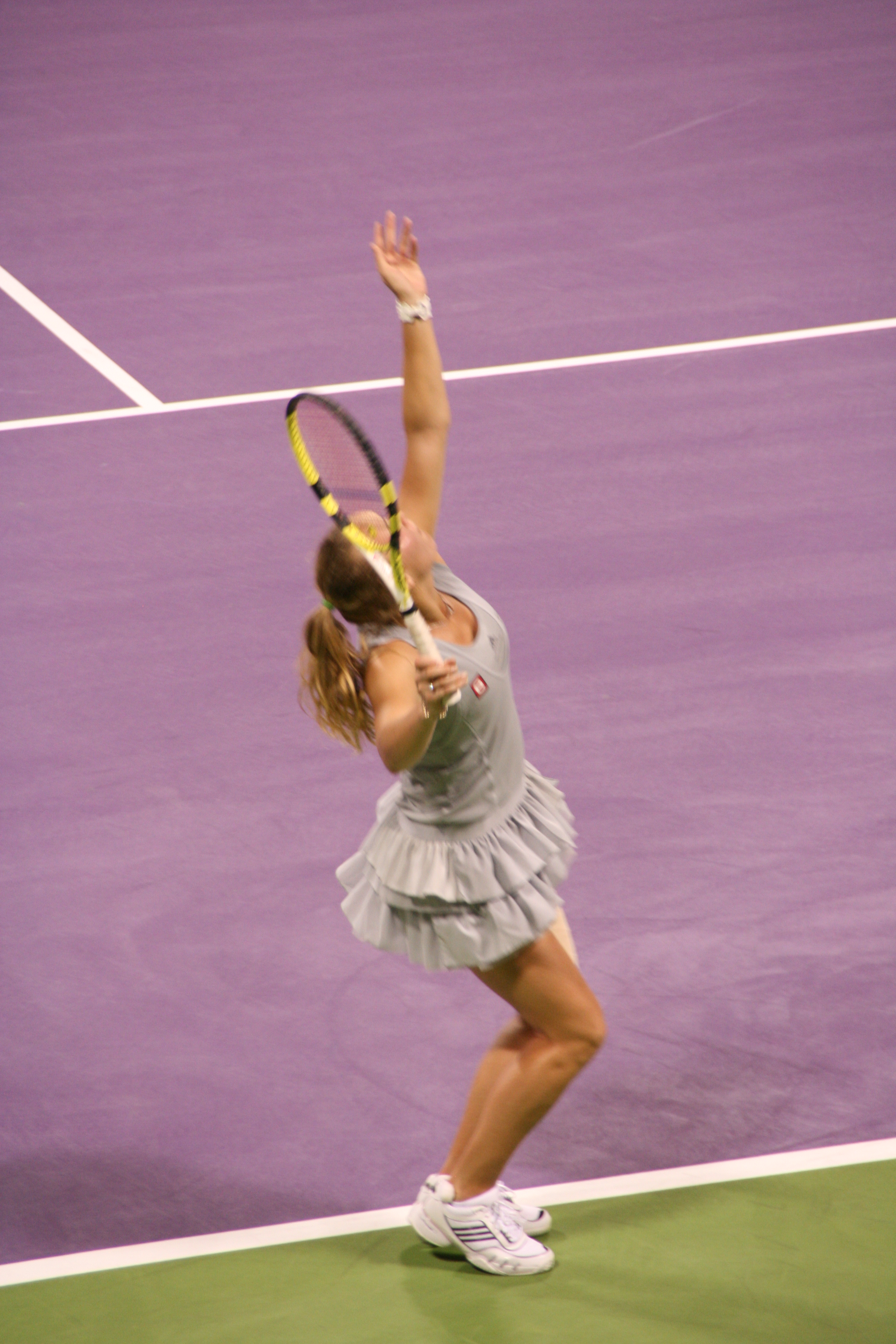
Caroline a Doha nel 2009

Raggiunge i quarti anche al torneo di Sydney, battuta dalla nº2 del mondo Serena Williams dopo non avere sfruttato tre match point. Successivamente partecipa agli Australian Open 2009; al primo turno batte la tennista israeliana Shahar Peer per 6-3, 6-2 e al secondo turno elimina la tennista spagnola Virginia Ruano Pascual con un doppio 6-3, ma al terzo turno viene sconfitta dalla ex numero 3 del mondo Jelena Dokić in tre set, con il punteggio di 6-3, 1-6, 2-6.
A Pattaya City viene sconfitta ai quarti da Magdaléna Rybáriková. Prima testa di serie al torneo di Memphis, raggiunge agevolmente la finale, battendo nel corso del torneo: la qualificata Jelena Dokić per 6-2, 6-1, la francese Séverine Beltrame con il punteggio di 6-1, 7–6(1), la croata Michaëlla Krajicek per 2-6, 6-3, 6-3 e la britannica Anne Keothavong con un netto 6-1, 6-0, ma all'atto conclusivo del torneo viene battuta dall'amica Victoria Azarenka con il punteggio 1-6, 3-6. Nonostante la sconfitta subita in finale Caroline vince il torneo di doppio proprio con l'avversaria che l'ha battuta in finale nel singolare, Viktoryja Azaranka. La danese prende poi parte ai primi due premier Mandatory della stagione. Al BNP Paribas Open di Indian Wells, dopo avere usufruito di un bye all'esordio, batte con un doppio 6-1 la svizzera Timea Bacsinszky, al terzo turno batte l'estone Kaia Kanepi in tre set con il punteggio di 6-3, 3-6, 6-3. Agli ottavi batte la wild card Urszula Radwańska per 7-5, 6-3, ai quarti viene sconfitta dalla futura vincitrice del torneo Vera Zvonarëva con il punteggio di 4-6, 2-6.
Anche al Sony Ericsson Open di Miami la sua corsa si ferma ai quarti di finale, questa volta per mano della russa Svetlana Kuznecova. Caroline vince il primo titolo stagionale al torneo MPS Group Championships 2009 di Ponte Vedra Beach dove sconfigge in finale la canadese Aleksandra Wozniak. Al torneo di Charleston dopo avere battuto la Dement'eva in semifinale, viene sconfitta in finale dalla tedesca Sabine Lisicki.
Successivamente subisce uscite premature al Porsche tennis Grand Prix di Stoccarda, eliminata dalla francese Marion Bartoli e agli Internazionali BNL d'Italia, sconfitta al terzo turno dalla bielorussa Victoria Azarenka, dopo avere battuto l'ungherese Ágnes Szávay e la statunitense Bethanie Mattek-Sands.

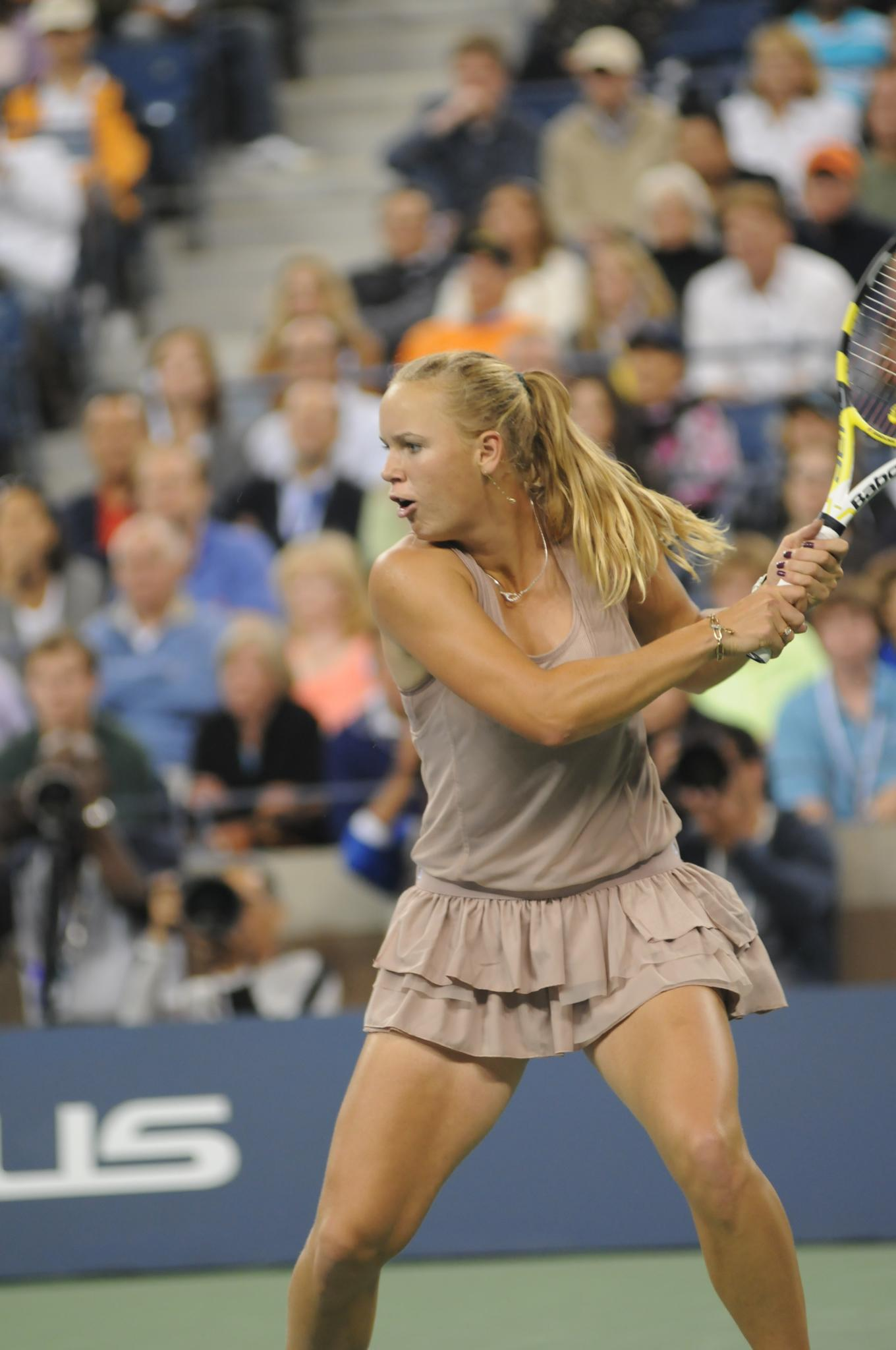
Caroline agli US Open 2009

Raggiunge la sua prima finale a livello Premier al torneo Mutua Madrileña Madrid Open, dove perde dalla numero uno del mondo Dinara Safina. Nel corso del torneo batte: l'israeliana Shahar Peer per ritiro (la danese stava conducendo il primo parziale per cinque giochi a quattro, ma poi la Peer si è ritirata per un infortunio al piede), la russa Alisa Klejbanova con un doppio 6-2, la qualificata Vera Duševina per 6-0, 6-4 e la francese Amélie Mauresmo per 7–6(1), 6-3. Al Roland Garros esce di scena già al terzo turno per mano della rumena Sorana Cîrstea.
Caroline si presenta al premier di Eastbourne come sesta testa di serie del tabellone. Al primo turno incontra Alisa Klejbanova che batte agevolmente con il punteggio netto di 6-3, 6-2; al secondo turno batte l'australiana Samantha Stosur in tre set, con il risultato finale di 6-1, 5-7, 6-1 e ai quarti di finale batte la qualificata Ekaterina Makarova per 6-3, 6-2. In semifinale elimina Aleksandra Wozniak con lo score di 3-6, 6-4, 6-4 e in finale ha la meglio sulla francese Virginie Razzano per 7–6(5), 7-5, conquistando il suo secondo titolo stagionale, primo sull'erba. Al suo 19º compleanno, perde la finale dello Swedish Open, contro la spagnola María José Martínez Sánchez. A Los Angeles viene eliminata al secondo turno per mano della rumena Cîrstea. Al torneo di Cincinnati raggiunge in quarti di finale, prima di cedere alla russa Elena Dement'eva e a Toronto perde al secondo turno da Zheng Jie. Al Pilot Pen Tennis di New Haven riesce a difendere il titolo conseguito l'anno precedente, battendo in sequenza: Edina Gallovits con un "doppio Bagel" (il primo della sua carriera), Anastasija Pavljučenkova per 6-1, 6-4, Virginie Razzano per 6-4, 6-3, Flavia Pennetta con un netto 6-4, 6-1 e la russa Elena Vesnina in finale per 6-2, 6-4.
Caroline si presenta all'ultimo slam stagionale come testa di serie nº9: al primo turno elimina in due set la kazaka Galina Voskoboeva con il punteggio di 6-4, 6-0, al turno successivo batte la tennista croata Petra Martić, lasciandole soltanto un game, e al terzo turno batte Sorana Cîrstea con un netto 6-3, 6-2. Agli ottavi di finale batte la sesta testa di serie Svetlana Kuznecova per 2-6, 7–6(5), 7–6(3), dopo avere rischiato seriamente l'eliminazione nel secondo parziale. Ai suoi primi quarti di finale in un torneo dello Slam, batte la statunitense Melanie Oudin con un doppio 6-2, e accede così in semifinale dove ha la meglio sulla belga Yanina Wickmayer, con il punteggio di 6-3, 6-3. La finale la vede opposta alla belga Kim Clijsters, che batte la tennista danese per 7-5, 6-3. Nel secondo turno del Toray Pan Pacific Open, si ritira a causa di problema virale sotto 0-5 contro Aleksandra Wozniak. Viene battuta da María José Martínez Sánchez nel primo turno del China Open, e da Samantha Stosur in semifinale a Osaka. La settimana successiva, a Lussemburgo, si ritira al primo turno a causa di un infortunio al tendine del ginocchio.
Al WTA Champioships viene battuta da Kim Clijsters in finale. Chiude l'anno in quarta posizione mondiale.

### 2010: numero uno del mondo

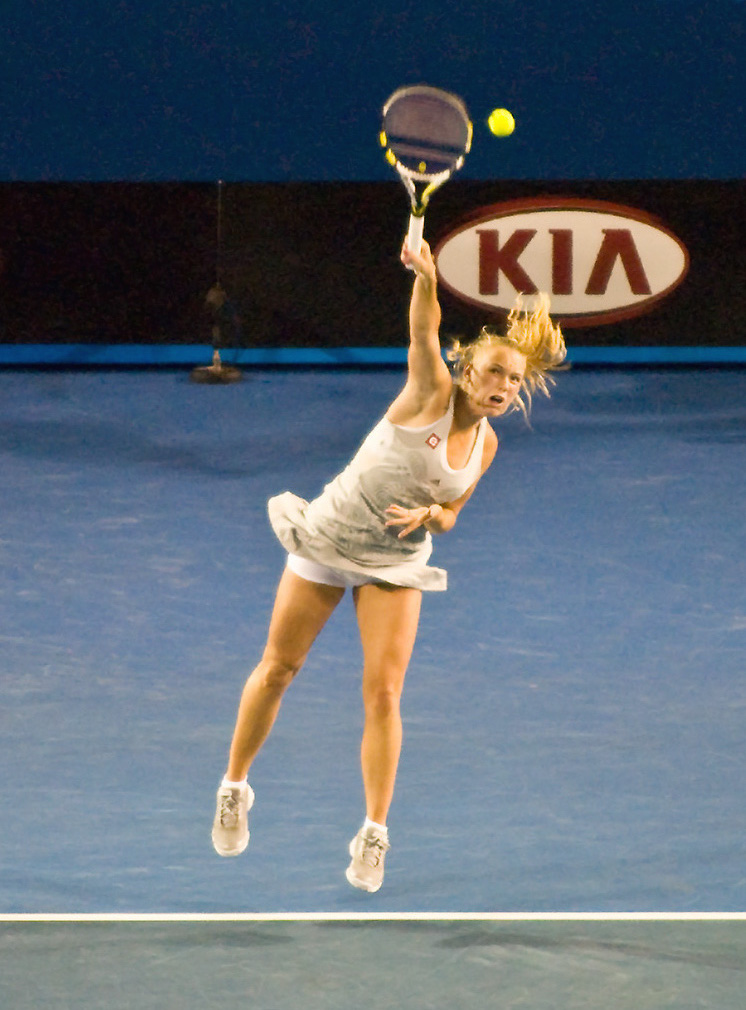
Wozniacki agli Australian Open 2010

Il 2010 inizia abbastanza bene per la Wozniacki. Viene eliminata agli ottavi dagli Australian Open 2010 dopo avere sconfitto al primo turno Aleksandra Wozniak, al secondo turno la tedesca Julia Görges e al terzo l'israeliana Shahar Peer. In seguito le viene attribuita la seconda testa di serie al premier di Indian Wells; al secondo turno, dopo avere usufruito di un bye al primo, batte la statunitense Vania King con il punteggio di 5-7, 6-2, 6-4, mentre al turno successivo elimina la testa di serie nº32 Marija Kirilenko con un pesante 6-0, 6-3; agli ottavi di finale incontra la russa Nadia Petrova, che batte per 6-0 al terzo, ai quarti batte la cinese Jie Zheng. In semifinale si imbatte con la quinta testa di serie Agnieszka Radwańska, la danese passa per 6-2, 6-3 conquistando la sua prima finale stagionale. In finale viene battuta dalla ex numero uno del mondo Jelena Janković con il punteggio di 2-6, 4-6. Si presenta al torneo Sony Ericsson Open di Miami, dove riceve un bye al primo turno, al secondo turno elimina bulgara Cvetana Pironkova in tre set, con il punteggio di 3-6, 6-3, 6-4, al terzo turno incontra di nuovo la russa Marija Kirilenko che batte nuovamente per 1-6, 6-1, 6-4. Agli ottavi liquida in due set la giovane Anastasija Pavljučenkova, ma ai quarti deve arrendersi alla belga Justine Henin con il punteggio di 7-6, 3-6, 4-6. Al torneo di Ponte Vedra Beach le viene attribuita la prima testa di serie. Al primo turno batte la svizzera Patty Schnyder con il punteggio netto di 6-0, 6-4, al turno successivo lascia in briciole la svedese Sofia Arvidsson, concedendole solamente quattro game. Ai quarti batte di nuovo la russa Anastasija Pavljučenkova con un netto 6-1, 6-3 e in semifinale batte in tre set Elena Vesnina con il punteggio di 1-6, 7-6, 6-4; la finale la vede opposta alla bielorussa Vol'ha Havarcova, che batte con lo score di 6-2, 7-5, conquistando il suo primo titolo stagionale.

Caroline al torneo di Charleston 2010

Dopo avere bissato il successo nel torneo di Ponte Vedra Beach si infortuna alla caviglia in semifinale durante il torneo di Charleston nel tentativo di recuperare un drop shot della sua avversaria Vera Zvonarëva interrompendo così una striscia di otto vittorie consecutive sulla terra verde americana; nel corso del torneo aveva battuto in sequenza: la ceca Barbora Záhlavová-Strýcová, con il punteggio di 6-1, 6-4, la trentaduenne Patty Schnyder per 6-2, 7-5 e la russa Nadia Petrova con il punteggio 6-3, 6-4. Al Roland Garros disputa un buon torneo in cui elimina al primo turno la russa Alla Kudrjavceva con il punteggio di 6-0, 6-3, al secondo turno batte la l'italiana Tathiana Garbin per 6-3, 6-1; al terzo turno batte la rumena Alexandra Dulgheru, con il punteggio di 6-3, 6-4, agli ottavi di finale riesce a prevalere dopo una dura lotta contro Flavia Pennetta, con lo score di 7-6, 6-7, 6-2, così disputa il suo primo quarto di finale nel torneo parigino, venendo sconfitta dall'italiana Francesca Schiavone, che pochi giorni dopo, trionferà sulla terra parigina. Sull'erba la stagione è meno fortunata: esce al primo turno di Eastbourne sconfitta dalla francese Aravane Rezaï, con il punteggio di 4-6, 6-1 3-6. La danese partecipa al torneo di Wimbledon 2010 come testa di serie nº 3; al primo turno butta fuori dal torneo con un doppio 6-1 l'italiana Tathiana Garbin, al turno successivo elimina la taiwanese Kai-chen Chang con il punteggio di 6-4, 6-3; strappa il pass per gli ottavi di finale alla russa Anastasija Pavljučenkova, battendola con il punteggio di 7-5, 6-4; viene sconfitta agli ottavi dalla ceca Petra Kvitová con un netto 6-0, 6-2.
Caroline partecipa alla prima edizione del Danish Open, e qui batte al primo turno la tennista croata Petra Martić, con il punteggio di 6-3, 6-2, al secondo turno elimina dal torneo la ceca Iveta Benešová in tre set, con il risultato di 4-6, 6-2 6-0. Ai quarti batte la tedesca Julia Görges per 3-6, 6-0, 7-6 e in semifinale si imbatte con la qualificata Anna Čakvetadze, e anche in questo caso chiude al terzo set, battendola con il punteggio di 6-1, 2-6, 6-4; in finale battendo la ceca Klára Zakopalová per 6-2, 7-6, conquista il suo secondo titolo stagionale, ottavo complessivo.

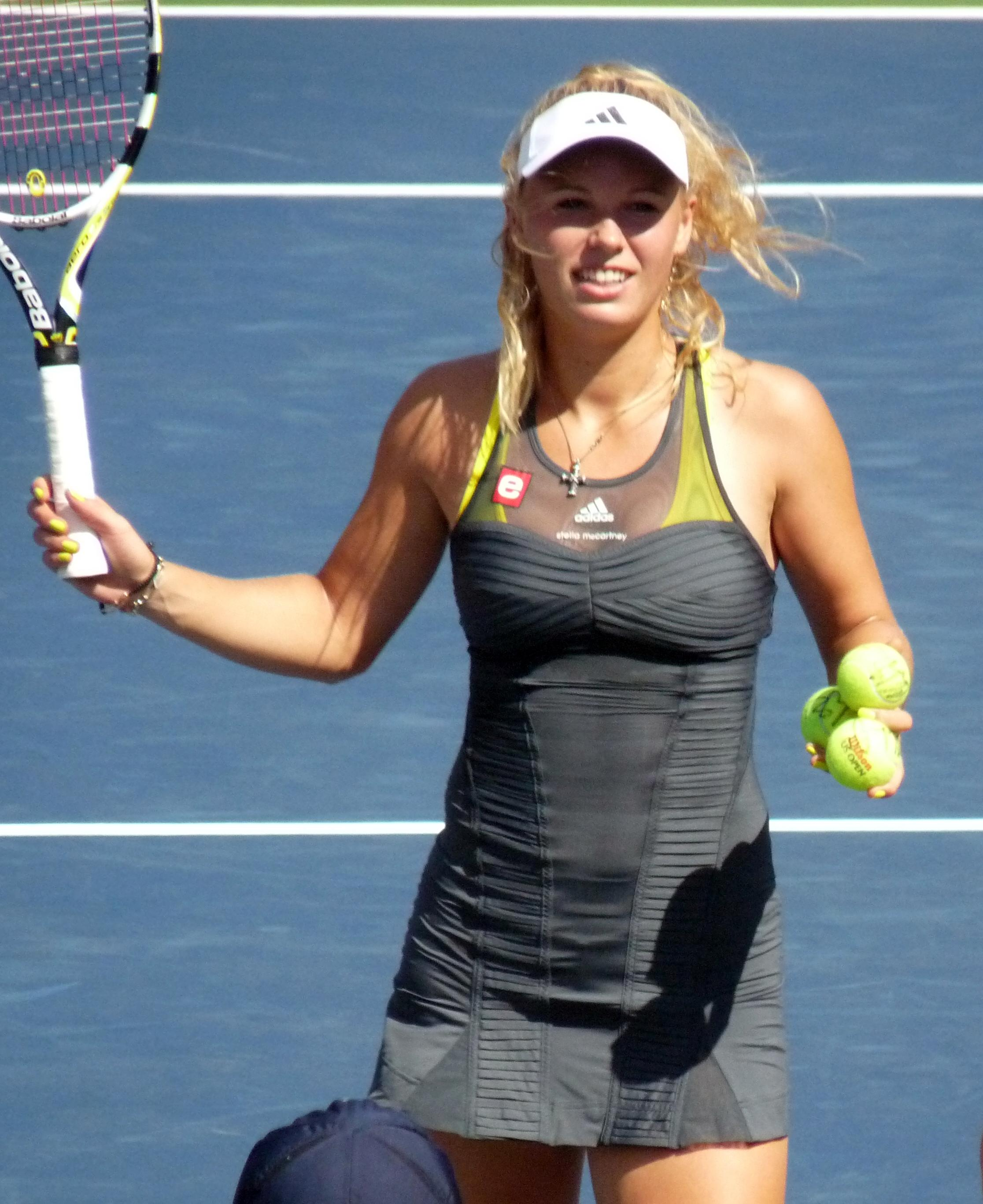
Caroline Wozniacki agli US Open 2010

Caroline inizia la stagione sul cemento americano partecipando al torneo di Cincinnati, in cui viene eliminata al terzo turno dalla francese Marion Bartoli in due set. Il 23 agosto vince il torneo di Montréal battendo in finale per 6-3, 6-2 la russa Vera Zvonarëva; nel torneo, dopo aver saltato il primo turno grazie ad un bye, batte al secondo turno l'elvetica Patty Schnyder con un doppio 7-5, al terzo turno elimina in tre set l'italiana Flavia Pennetta con il punteggio di 4-6, 6-3, 6-1, ai quarti di finale batte un'altra tennista italiana, Francesca Schiavone, con lo score di 6-3, 6-2 e in semifinale ha la meglio sulla russa Svetlana Kuznecova. La settimana seguente vince anche il torneo di New Haven battendo 6-3, 3-6, 6-3 Nadia Petrova.
La tennista danese partecipa agli US Open, e a causa della mancata partecipazione di Serena Williams, le viene attribuita testa di serie nº1. Al primo turno pesca la wild card statunitense Gullickson, che batte nettamente per 6-1, 6-1; al turno successivo spazza via la diciannovenne Chang Kai-chen con un doppio bagel, stessa sorte capita a Chan Yung-jan, soltanto che quest'ultima riesce a racimolare un game; agli ottavi di finale incontra la ex numero uno del mondo Marija Šarapova, che batte con il punteggio di 6-3, 6-4; ai quarti riesce a eliminare la slovacca Dominika Cibulková per 6-2, 7-5, accedendo così alla sua seconda semifinale slam consecutiva nel torneo New Yorkese. In semifinale viene sconfitta dalla russa Vera Zvonarëva con il punteggio di 4-6, 3-6. Ritrova il sorriso durante il Toray Pan Pacific Open di Tokyo dove vince il titolo dopo avere battuto per 1-6, 6-2, 6-3 la russa Elena Dement'eva; per lei è il quinto successo stagionale. Nel successivo torneo di Pechino, con la vittoria al terzo turno su Petra Kvitová, raggiunge matematicamente il vertice della classifica WTA, diventando la 20º tennista nº1 del mondo. L'11 ottobre vince il torneo di Pechino battendo in finale la russa Vera Zvonarëva con il punteggio di 6-3, 3-6, 6-3. Chiude la stagione al vertice della classifica WTA perdendo in finale al Masters di Doha contro la Clijsters.

### 2011: continuano i successi
Caroline inizia la stagione 2011 agli Australian Open dove, supera facilmente i primi turni, in cui batte Dulko per 6-3, 6-4, Vania King con un perentorio 6-1, 6-0, Dominika Cibulková per 6-4, 6-3, e Anastasija Sevastova con il punteggio di 6-3, 6-4. Ai quarti supera la Francesca Schiavone in tre set con il punteggio di 3-6, 6-3, 6-3, ma perde in semifinale contro la cinese Li Na in tre set 6-3, 5-7, 3-6. A metà febbraio perde la prima posizione del ranking a vantaggio della belga Kim Clijsters. La danese si riprende il primato una settimana dopo grazie alla vittoria del torneo WTA di Dubai, nel corso del torneo batte: la russa Anna Čakvetadze per ritiro (Caroline aveva vinto il primo set per 6-1, la russa si era portata sul 5-3 nel secondo ma si ritira per un problema fisico), la qualificata Ayumi Morita per 6-1, 6-0, la nona testa di serie Shahar Peer con il punteggio di 6-2, 6-4, la ex numero uno del mondo Jelena Janković per 7-5, 6-3, e in finale la russa Svetlana Kuznecova con un netto 6-1, 6-3.

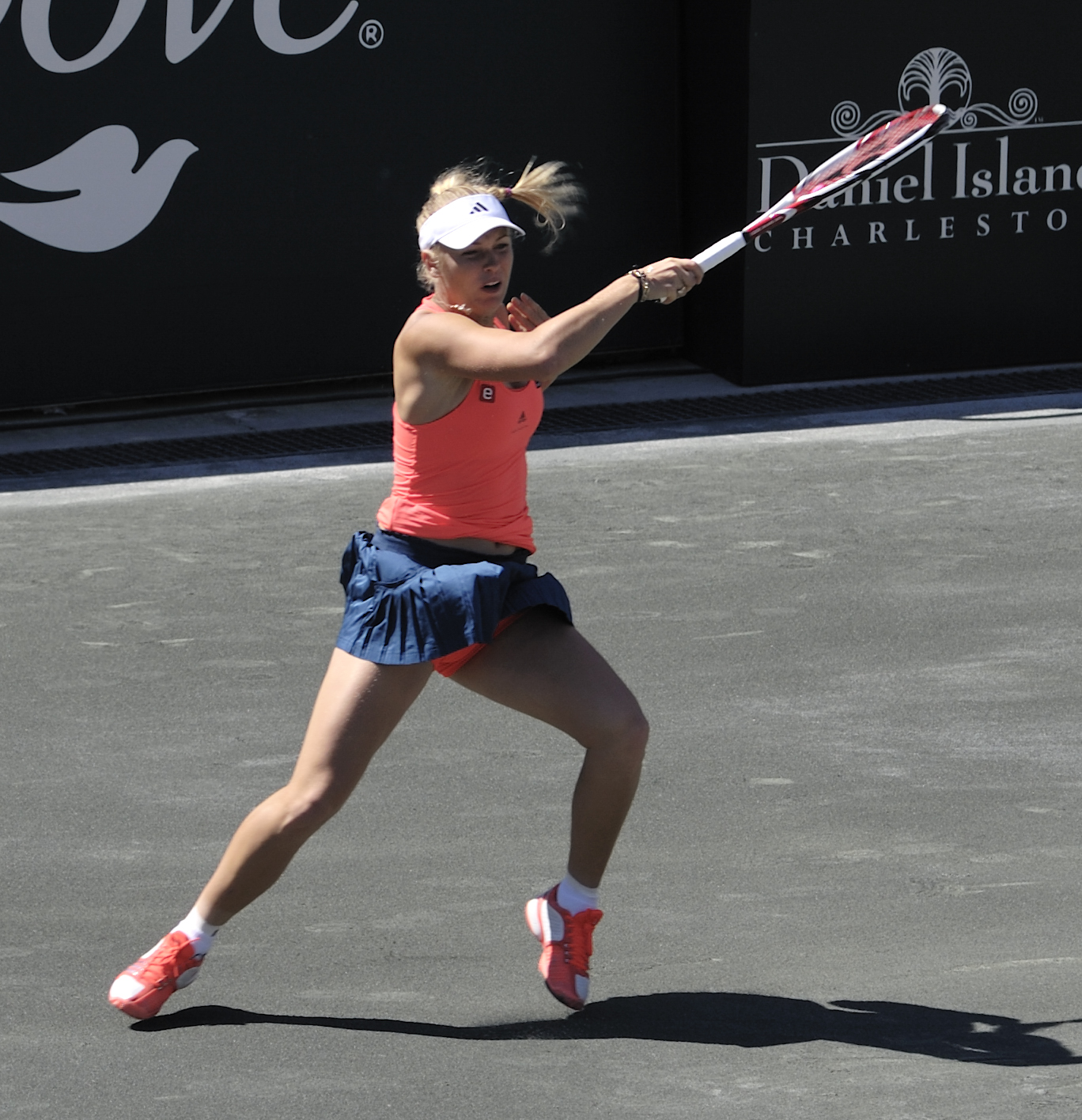
Caroline Wozniacki durante il torneo di Charleston

Il 26 febbraio perde la finale del torneo di Doha contro la russa Vera Zvonarëva per 4-6, 4-6. Il 20 marzo si presenta al torneo BNP Paribas Open di Indian Wells come favorita numero 1 alla vittoria finale. Riceve un bye all'esordio al secondo turno batte la wild card americana Sloane Stephens per 6-3, 6-2, al terzo batte la tennista spagnola María José Martínez Sánchez con il netto punteggio di 6-2, 6-3 e agli ottavi batte la russa Klejbanova in tre set 2-6, 6-3, 6-1. Ai quarti approfitta del ritiro dell'Azarenka e in semifinale batte la russa Marija Šarapova per 6-1, 6-2. Battendo in finale la francese Marion Bartoli con il punteggio di 6-1, 2-6, 6-3 conquista il quattordicesimo titolo in carriera, secondo stagionale.
Il 10 aprile si aggiudica il torneo di Charleston battendo all'esordio Irina Falconi con un doppio 6-1, al secondo turno supera in due tiebreak la ceca Barbora Záhlavová-Strýcová, ai quarti elimina la belga Yanina Wickmayer in tre set 4-6, 6-4, 6-4, e in semifinale batte con doppio 6-4 la serba Jelena Janković. In finale ha la meglio sulla russa Elena Vesnina con il punteggio di 6-2, 6-3. Il 24 aprile perde invece la finale del torneo di Stoccarda 7-6, 6-3 che la vedeva opposta alla tedesca Julia Görges, dopo avere battuto la Kukova la Petkovic e la Radwanska. Una settimana dopo la corsa al titolo di Madrid si ferma ancora una volta per mano della Görges, questa volta ai quarti. Agli Internazionali BNL d'Italia di Roma, dopo avere usufruito di un bye all'esordio, al secondo turno lascia soltanto due game alla qualificata Rodionova, al terzo turno batte Yanina Wickmayer con il punteggio di 6-1, 7–6(4) e ai quarti batte per la terza volta in carriera Jelena Janković per 6-3, 1-6, 6-3, ma in semifinale perde per mano della russa Marija Šarapova che poi vince il torneo.

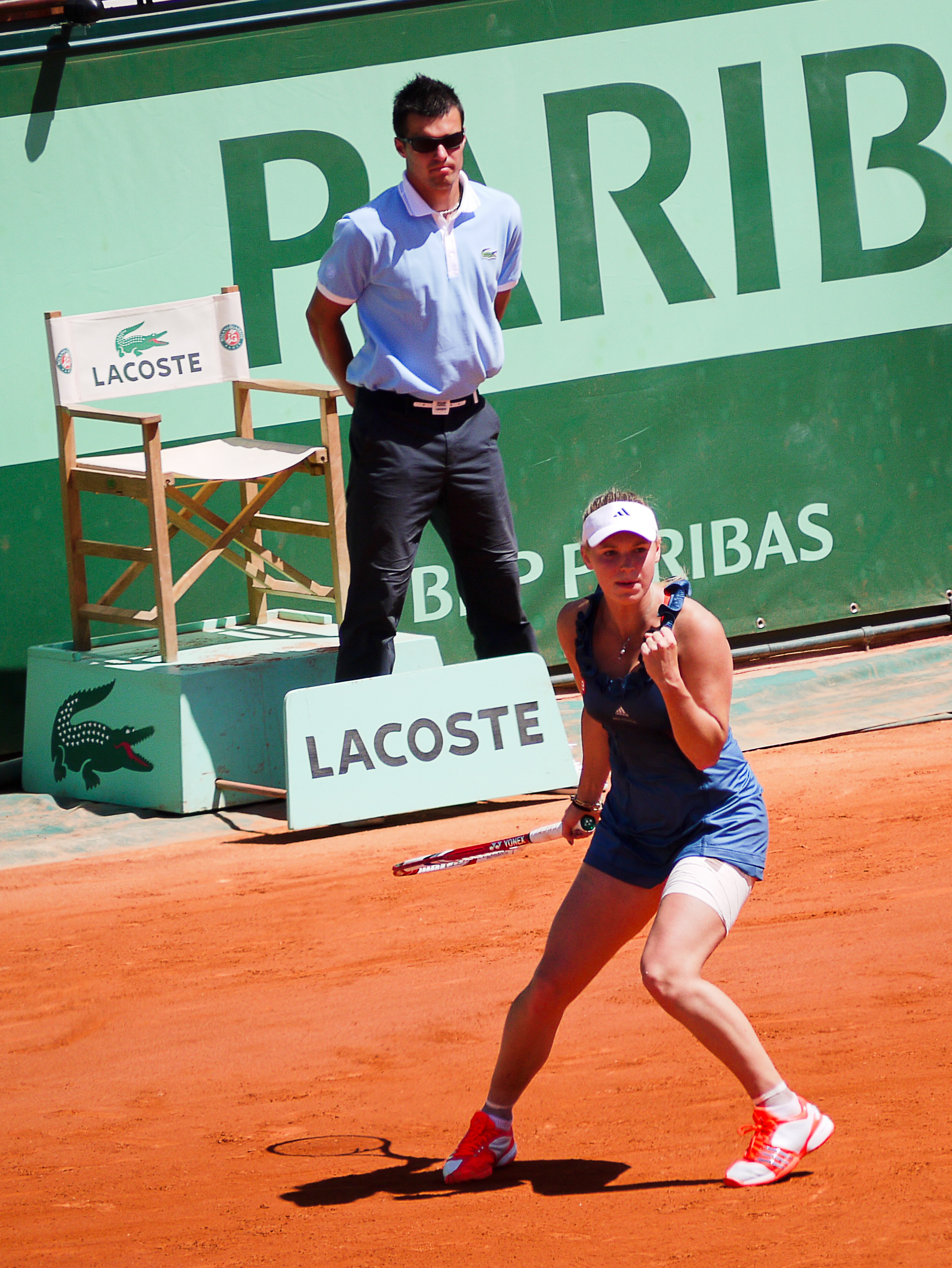
Caroline al Roland Garros 2011

Il 21 maggio si aggiudica il torneo di Bruxelles (sedicesimo in carriera, quarto nel 2011) battendo in finale la cinese Peng Shuai con il punteggio di 2-6, 6-3, 6-3. Deludenti si rivelano gli Open di Francia, dove viene eliminata al terzo turno dalla numero 28 del seeding Daniela Hantuchová, con un perentorio 6-1, 6-3, dopo avere eliminato al primo e al secondo turno, la giapponese Kimiko Date e la canadese Aleksandra Wozniak.
Il 12 giugno Caroline si aggiudica il torneo di casa a Copenaghen battendo in finale per 6-1, 6-4 la ceca Lucie Šafářová. Al Torneo di Wimbledon 2011 batte al primo turno Arantxa Parra Santonja con un netto 6-2, 6-1, mentre al secondo elimina agevolmente la francese Virginie Razzano per 6-1, 6-3. Ha vita facile anche al terzo turno, dove batte Jarmila Gajdošová con un netto 6-3, 6-2. La sua corsa si ferma per mano della slovacca Dominika Cibulková, che batte la danese in tre set 1-6, 7–6(5), 7-5. Al torneo di Toronto la danese esce al secondo turno contro l'italiana Roberta Vinci. In seguito a Cincinnati viene battuta di nuovo al secondo turno da Christina McHale. A New Haven la nr.1 del mondo vince il torneo contro la qualificata Petra Cetkovská con il punteggio di 6–4, 6–1; nel corso del torneo non concede nessun set alle avversarie.
Agli US Open deve difendere la semifinale persa l'anno scorso contro Vera Zvonarëva. Batte al primo turno Nuria Llagostera Vives per 6-3, 6-1, al secondo elimina con un netto 6-2, 6-0 l'olandese Arantxa Rus e al terzo batte con il punteggio di 6-2, 6-4 la statunitense Vania King. Si qualifica per i quarti di finale, battendo la russa Kuznecova per 6(6)–7, 7-5, 6-1, e poi battendo la tedesca Andrea Petković arriva alla sua terza semifinale consecutiva del torneo newyorkese, dove viene sconfitta da Serena Williams 2-6, 4-6.
Al torneo di Tokyo la Wozniacki perde al terzo turno contro l'estone Kaia Kanepi. A Pechino la danese perde ai quarti di finale contro Flavia Pennetta. Chiude l'anno qualificandosi al Master di Istanbul, non riuscendo a qualificarsi alle semifinali, ma conservando comunque il primo posto nella classifica Wta.

### 2012-2013: crisi

#### 2012: uscita dalla top 5

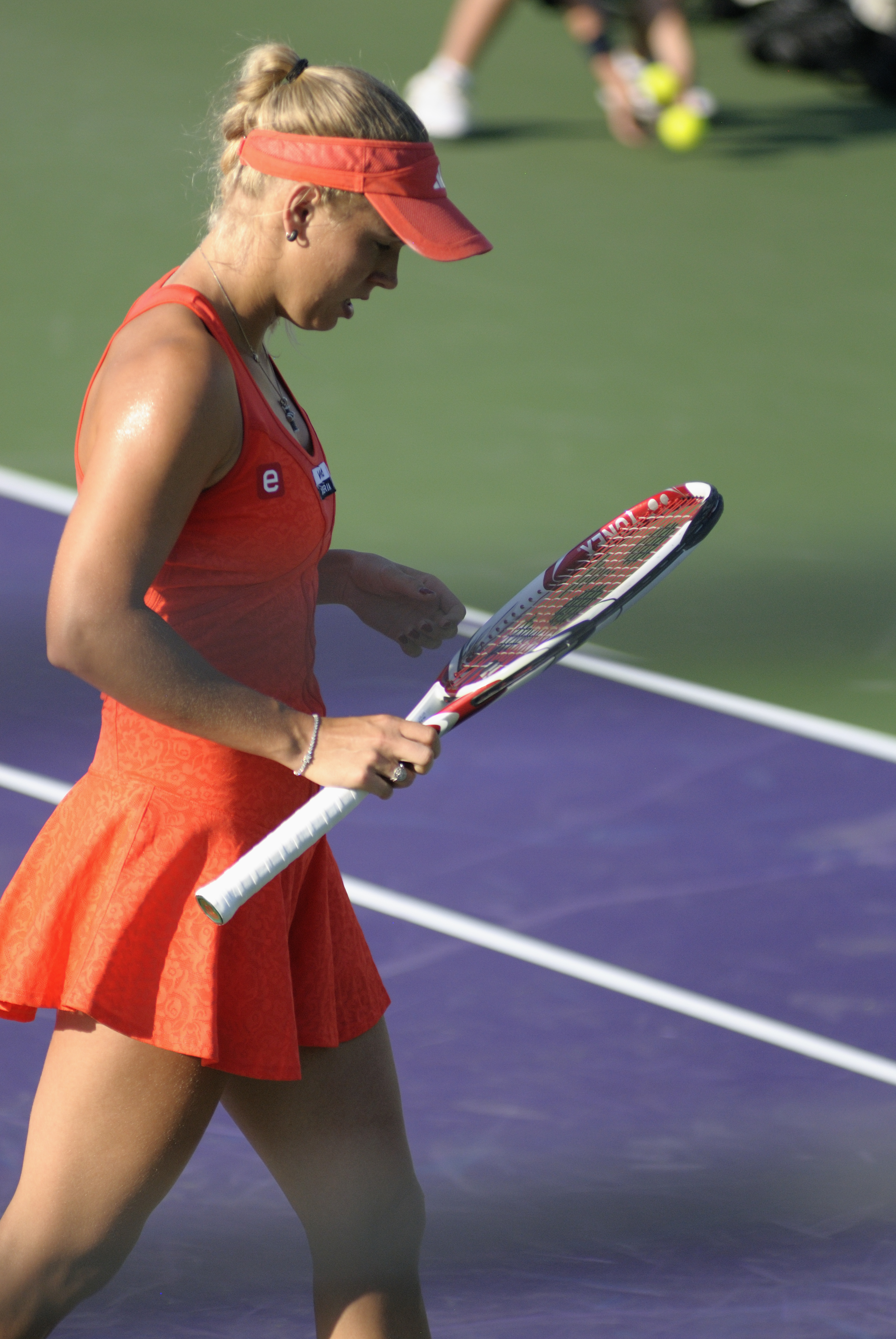
Caroline al torneo di Miami 2012

Il nuovo anno della Wozniacki inizia con una sconfitta ai quarti di finale del torneo di Sydney per mano di Agnieszka Radwańska in tre set; nonostante ciò la danese mantiene la prima posizione del ranking.
Caroline si presenta quindi agli Australian Open come prima testa di serie, ma esce ai quarti di finale contro Kim Clijsters con il punteggio di 6-3 7-6. Per via del peggioramento nel piazzamento ottenuto in questo torneo rispetto all'anno precedente la Wozniacki scende fino alla quarta posizione nel ranking WTA, dopo essere stata numero uno per più di quattordici mesi. Poche settimane dopo non riesce a ripetere la vittoria dell'anno precedente fermandosi in semifinale al torneo WTA di Dubai, sconfitta dalla tedesca Görges per 7-6 7-5.
A marzo si presenta come numero 4 del seeding e campionessa uscente al torneo Premier di Indian Wells, in California, venendo però sconfitta agli ottavi di finale dalla serba ed ex numero uno del mondo Ana Ivanović per 6-3 6-2. Nello stesso mese si presenta come testa di serie numero 4 al torneo di Miami dove esce in semifinale contro Marija Šarapova con il punteggio di 4-6 6-2 6-4 dopo avere eliminato ai quarti Serena Williams. La settimana successiva tenta di aggiudicarsi il torneo della sua nazione, ma sul cemento di Copenaghen perde in finale per mano di Angelique Kerber con un doppio 6-4, stessa atleta che pochi giorni più tardi al torneo di Stoccarda la bloccherà al secondo turno con il punteggio di 6-1, 6-2.
Inizia così la preparazione per la terra rossa del Roland Garros partecipando al torneo di Madrid, ma anche qui esce di scena al terzo turno per mano di Serena Williams nonostante un ottimo avvio. Il torneo successivo a Roma la vede colpita al secondo turno da problemi respiratori e si vede costretta al ritiro sul punteggio di 6-4, 4-0 per l'avversaria Anabel Medina Garrigues.

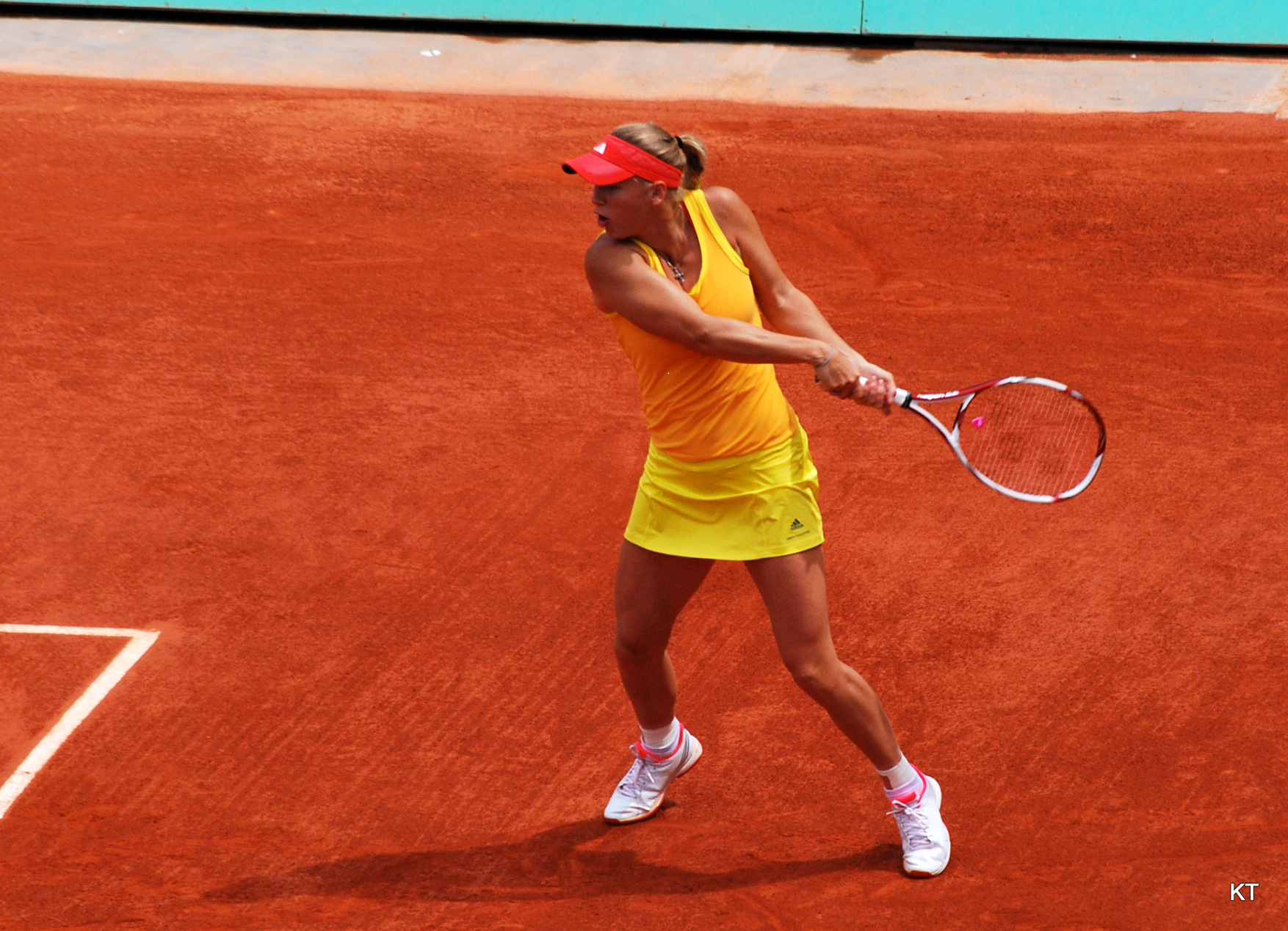
Caroline Wozniacki in azione durante gli Open di Francia 2012

Arriva così al torneo di Parigi senza avere vinto ancora un titolo in stagione. Anche al Roland Garros Caroline non riesce ad andare oltre il terzo turno venendo sconfitta per 1-6, 7-6, 3-6 dalla tennista estone Kaia Kanepi. La stagione 2012 stenta a decollare per la tennista ex numero uno del mondo, che non gode di maggior fortuna neppure nella parte della stagione sull'erba. Nel torneo di avvicinamento a Wimbledon disputato ad Eastbourne esce al primo turno contro la statunitense Christina McHale; ma la sconfitta veramente dolorosa sarà quella che subirà pochi giorni più tardi, quando viene sconfitta al primo turno nel torneo di Wimbledon dalla coetanea austriaca Tamira Paszek con il punteggio di 7-5, 6-7, 4-6. Ai Giochi olimpici di Londra non riesce a portare nessuna medaglia alla propria nazione, venendo fermata ai quarti di finale dalla vincitrice della medaglia d'oro Serena Williams con il punteggio di 6-0, 6-3.
Prosegue il suo digiuno di vittorie anche al torneo di agosto di Montréal, dove viene sconfitta in semifinale da Petra Kvitová. A Cincinnati viene battuta nel terzo turno da Anastasija Pavljučenkova. Si ritira in semifinale a New Haven contro Marija Kirilenko per un infortunio al ginocchio destro.
In seguito esce al primo turno agli US Open contro Irina-Camelia Begu. Il 23 settembre conquista il 19º titolo della carriera a Seul, battendo in finale Kaia Kanepi.
A Tokyo perde nei quarti contro Agnieszka Radwańska, mentre a Pechino al terzo turno contro Angelique Kerber. Caroline conquista a Mosca il 20º titolo della carriera, battendo in finale Samantha Stosur 6-2, 4-6, 7-5. La Wozniacki si qualifica al Qatar Airways Tournament of Champions di Sofia. Conquista la finale vincendo i suoi tre match nel Serdika Group, e battendo Cvetana Pironkova in semifinale. Si arrende a Nadia Petrova in due set in finale.

#### 2013
Caroline inizia l'anno al Brisbane International, ma si arrende all'esordio contro la qualificata kazaka Ksenija Pervak in tre set. Gioca in seguito a Sydney, fermandosi al secondo turno per mano di Svetlana Kuznecova, dopo avere battuto l'amica Urszula Radwańska all'esordio. All'Australian Open batte ai primi tre turni la temibile Sabine Lisicki, la giovane Donna Vekić e la qualificata Lesja Curenko, ma si arrende contro la Kuznecova, questa volta agli ottavi, per 6-2, 2-6, 7-5.

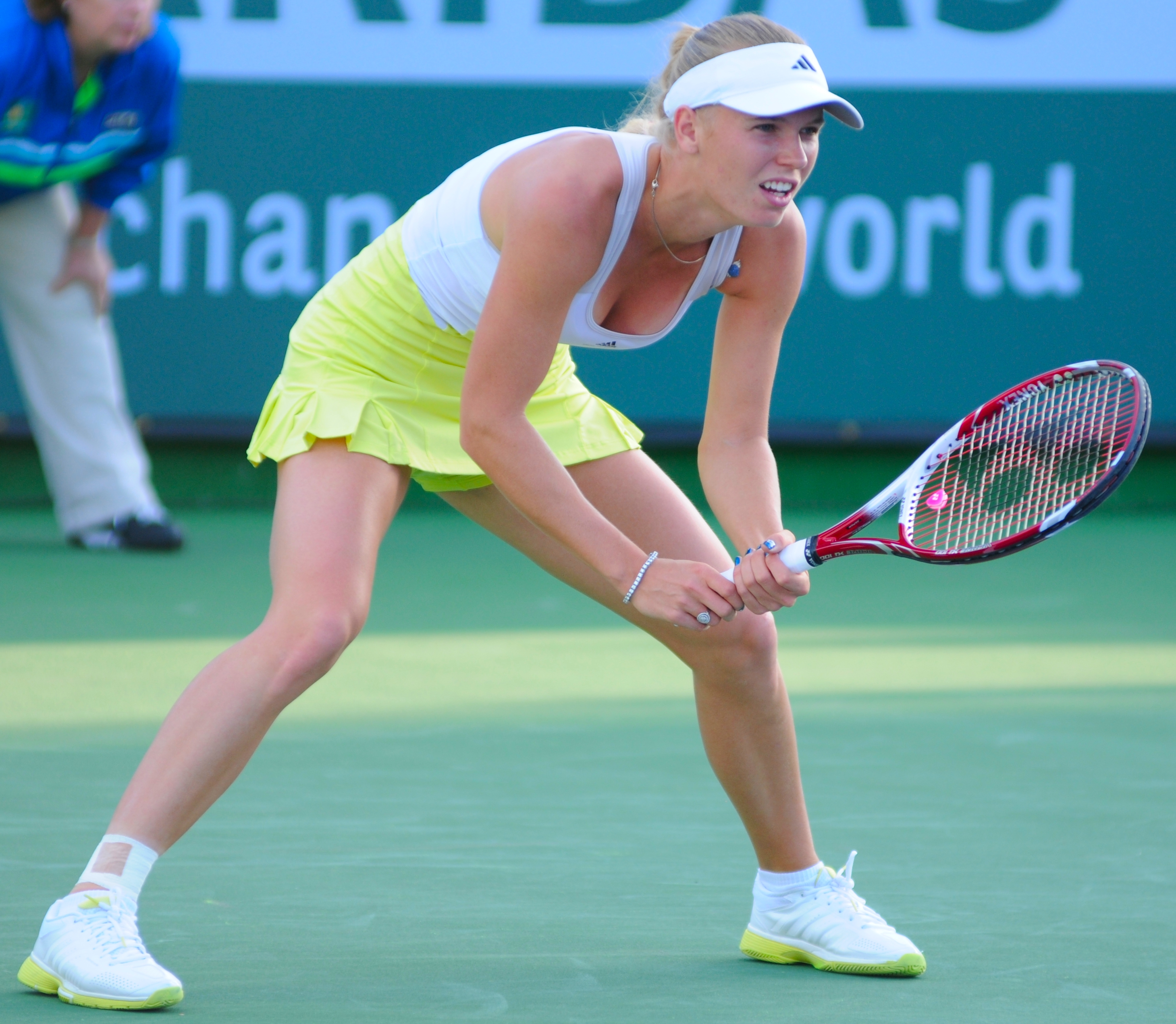
Caroline Wozniacki al BNP Paribas Open 2013 di Indian Wells

In seguito gioca a Doha, superando con qualche difficoltà Mervana Jugić-Salkić, Sorana Cîrstea e Mona Barthel, prima che la Radwańska la elimini nei quarti per 6-2, 7-5. Raggiunge la prima semifinale dell'anno a Dubai dominando Lucie Šafářová, Jie Zheng e Marion Bartoli (in tre set), ma Petra Kvitová la batte 6-3, 6-4. Viene sconfitta a sorpresa dalla qualificata cinese Qiang Wang nel primo turno del torneo di Kuala Lumpur, dove la danese era anche accreditata dalla prima testa di serie. Durante il match Caroline si era infortunata alla caviglia.
A Indian Wells conquista la prima finale stagionale. Durante il suo cammino ha sconfitto Alizé Cornet in tre lottati set, Elena Vesnina e Nadia Petrova in due set, ha usufruito del ritiro della Azaranka nei quarti e ha battuto in rimonta Angelique Kerber in semifinale. In finale viene sconfitta da Marija Šarapova 6-2, 6-2.
Al torneo di Miami, invece, dopo avere superato con difficoltà la ceca Karolína Plíšková, viene battuta a sorpresa dalla wild-card spagnola Garbiñe Muguruza Blanco al terzo turno 6-2, 6-4. Ad aprile perde in rimonta nei quarti a Charleston contro la svizzera Stefanie Vögele in tre set, dopo che nella terza partita era avanti di un break; nel precedente turno aveva demolito Sílvia Soler Espinosa e usufruito del ritiro della rientrante Andrea Petković. Delude ancora a Stoccarda, dove perde contro la spagnola Carla Suárez Navarro al primo turno.
A Madrid, invece, non supera il primo turno dovendo cedere alla kazaka Jaroslava Švedova in due set. Delude anche a Roma, dove in vantaggio 4-0 al terzo set cede al tie-break (dove tra l'altro era sopra 5-2) contro Bojana Jovanovski, confermando la sua crisi di risultati. Al torneo di Bruxelles, accreditata dalla prima testa di serie riceve un bye all'esordio, ma nel turno seguente si fa sorprendere dalla cinese Zheng Jie per 6-2, 6-4. Arriva così al Roland Garros sfiduciata e senza avere conquistato una vittoria sulla terra rossa, ma al primo turno riesce ad eliminare abbastanza agevolmente l'astro nascente Laura Robson capace di battere precedentemente campionesse come Agnieszka Radwańska e Venus Williams, ma non può nulla nel secondo turno opposta a Bojana Jovanovski che prevale in due set. Caroline, dopo un inizio di stagione pieno di vittorie, non riesce a trovare la continuità sulla terra europea, ma nonostante i pessimi risultati realizzati, continua a rimanere nelle prime dieci giocatrici mondiali. Nel mese di giugno prende parte all'AEGON International di Eastbourne e usufruisce al primo turno del ritiro di Tamira Paszek, batte al secondo round la giovane Laura Robson e supera nei quarti Ekaterina Makarova. In semifinale, opposta alla qualificata Jamie Hampton, si fa rimontare e lascia il torneo con il risultato finale di 6-7, 7-5, 6-3. A Wimbledon sconfigge al primo ostacolo Estrella Cabeza Candela lasciandole solamente due game, ma al turno successivo viene pesantemente battuta dalla rientrante Petra Cetkovská con un doppio 6-2.

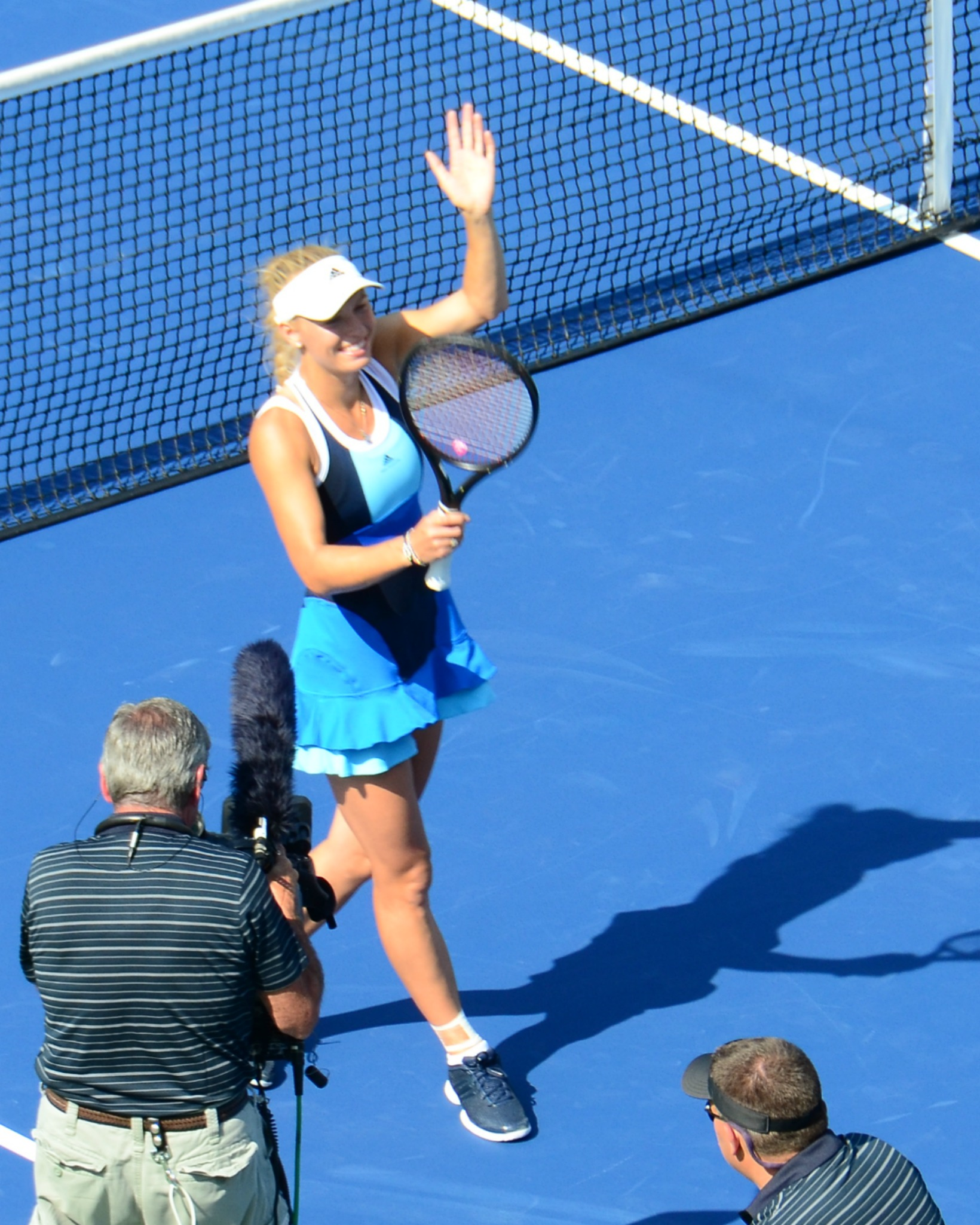
Caroline Wozniacki dopo avere superato il primo turno agli US Open 2013

Il suo ritorno avviene alla Rogers Cup, dove viene sconfitta all'esordio dalla coetanea Sorana Cîrstea con il punteggio di 5-7 7-6 6-4, non riuscendo a convertire nel secondo parziale due match point. La settimana seguente, a Cincinnati, debutta alla grande perdendo solamente due game da Peng Shuai e lascia le briciole anche a Monica Niculescu, mentre al terzo turno recupera un set e batte Petra Kvitová per 3-6 6-2 6-3. Nei quarti affronta Viktoryja Azaranka perdendo con il risultato di 6-3 7-6, dopo averla impegnata a fondo nel secondo set. Partecipa al New Haven Open at Yale, torneo dove si è sempre issata fino alle semifinali nelle sue cinque partecipazioni precedenti. Anche in questa edizione, la danese raggiunge la semifinale sfruttando il ritiro della Peng al primo turno quando la Wozniacki aveva perso il set d'apertura per 2-6, e seguono poi due vittorie contro Karin Knapp e Sloane Stephens. Caroline, arrivata nelle ultime quattro, sfida la rumena Simona Halep, tennista in grande forma che viene da tre titoli vinti e dai quarti nell'importante torneo di Cincinnati. Nel primo set Caroline viene sopraffatta dal gioco sia difensivo e sia offensivo della Halep che lo vince per 6-2, nel secondo la musica non cambia con la rumena che si porta avanti di un break, che la Wozniacki riesce a recuperarlo grazie agli errori della Halep. Ma, proprio nel momento chiave del secondo parziale, Simona trova il suo gioco chiudendo la pratica per 6-2 7-5. La Wozniacki si presenta agli US Open in fiducia, ma proprio quando sembra la favorita nel suo quarto di tabellone con le uscite di scena di Sara Errani e Marija Kirilenko, Caroline si fa sorprendere dall'italiana Camila Giorgi al terzo turno perdendo per 4-6 6-4 6-3.
Dopo due settimane di stop la danese rientra al Toray Pan Pacific Open per raccogliere punti preziosi per il Master di fine anno. Dopo un bye all'esordio supera facilmente il secondo e terzo turno, annichilisce prima Flavia Pennetta e poi Magdaléna Rybáriková. Nei quarti recupera un set e sconfigge la ceca Lucie Šafářová, tennista in grande forma, con lo score di 2-6 6-3 6-2. In semifinale viene battuta da Angelique Kerber per 6-4 7-6. Al China Open, dopo avere saltato il primo turno grazie a un bye, elimina nettamente al secondo e al terzo turno Monica Niculescu e Sloane Stephens. Ai quarti viene sconfitta da Serena Williams per 6-1 6-4, dopo avere messo in serie difficoltà l'americana nel secondo parziale. A ottobre vince il suo primo titolo stagionale al BGL Luxembourg dopo avere avuto la meglio su Mandy Minella (6-3, 7-6), Monica Niculescu (6-3, 6-2), Bojana Jovanovski (6-3, 3-6, 6-3), Sabine Lisicki (6-4, 6-4) e in finale la tedesca Annika Beck (6-2, 6-2). Torna così ad alzare un trofeo dopo un anno di digiuno. Non riesce a qualificarsi per i WTA Championship, ma si reca tuttavia a Istanbul in qualità di prima riserva non avendo poi però la possibilità di scendere in campo. Chiude l'anno in posizione numero dieci.

### 2014: rinascita e seconda finale slam
Nei primi giorni dell'anno arriva l'ufficializzazione del matrimonio con il fidanzato, il golfista Rory McIlroy. Il calendario del 2014 di Caroline inizia ai Brisbane International, dove però è costretta al ritiro prima ancora di scendere in campo a causa di un piccolo problema alla spalla destra. Superato il lieve infortunio la stagione della bella danese inizia all'Apia International di Sydney in cui perde al secondo turno per mano della ceca Lucie Safarova 6-3, 7–6(6), molto pericolosa su questi campi veloci. La fortuna di Caroline non si vede nemmeno agli Australian Open dove viene estromessa al terzo turno dalla sorprendente tennista spagnola Garbiñe Muguruza Blanco con lo score di 6-4, 5-7, 3-6 dopo avere battuto la spagnola Dominguez-Lino 6-0, 6-2 e la statunitense Christina McHale 6-0, 1-6, 6-2.

Caroline al torneo di Madrid nel 2014

Caroline partecipa al Qatar Total Open di Doha dove deve difendere il quarto di finale ottenuto l'anno scorso, ma dopo avere ricevuto un bye all'esordio viene eliminata dalla tennista belga Yanina Wickmayer. Il 17 febbraio prende parte al torneo di Dubai, dove al primo turno elimina la tennista tedesca Sabine Lisicki con il punteggio di 2-6, 6-3, 6-3, al secondo turno batte un'altra tennista tedesca, Annika Beck con il punteggio di 6-4, 6-4, ai quarti di finale supera facilmente la rumena Sorana Cîrstea in due set. In semifinale viene sconfitta dalla futura vincitrice del torneo, Venus Williams con il punteggio di 6-3, 6-2. Al torneo di Indian Wells non riesce a difendere la finale ottenuta l'anno scorso fermandosi agli ottavi di finale per mano della serba Jelena Janković, dopo avere superato al secondo turno Bojana Jovanovski, e al terzo la kazaka Jaroslava Švedova. Al Sony Open Tennis 2014 di Miami, dopo avere usufruito di un bye all'esordio, batte Mónica Puig con il punteggio di 6-1, 1-6, 6-3. Al terzo turno supera con grande facilità la giovane statunitense Sloane Stephens con lo score di 6-1, 6-0, Agli ottavi di finale batte altrettanto agevolmente la mancina Varvara Lepchenko con il punteggio di 6-0, 6-1. Ai quarti di finale incontra la testa di serie nº2 Li Na, che la batte la tennista danese in due tiratissimi set, con il punteggio di 7-5, 7-5.
Al Madrid Open batte all'esordio la mancina Ekaterina Makarova, ma al turno successivo a causa di un problema al ginocchio, viene battuta dalla tennista italiana Roberta Vinci con un duplice 6-3. Al Roland Garros conferma il suo momento difficile, dovuto anche al triste annuncio riguardante la rottura improvvisa con il campione nordirlandese Rory McIlroy pochi mesi prima del matrimonio, venendo sconfitta al primo turno dalla belga Yanina Wickmayer in tre set.
Caroline si presenta al premier di Eastbourne, dove al primo turno batte per 7-5, 6-4 la Stosur, al secondo turno annichilisce in due set la statunitense Sloane Stephens. I quarti la vedono opposta all'italiana Camila Giorgi, che al primo turno aveva eliminato Victoria Azarenka in tre set, ma a spuntarla è la danese che dopo avere perso il primo set al tiebreak vince i restanti due per 6-4, 6-2. In semifinale si arrende alla tedesca Angelique Kerber, dopo non avere sfruttato un vantaggio di 6-3, 2-0; nonostante questa sconfitta la danese ha mostrato un buono stato di forma che non si vedeva da svariati mesi. Caroline si presenta al terzo Slam stagionale come testa di serie nº16. Al primo turno liquida un due set l'israeliana Shahar Peer in un match interrotto per via della pioggia sul 6-3 2-0, ma la danese non perde la concentrazione il giorno seguente, e chiude il match per 6-3, 6-0. Al secondo turno sconfigge con il punteggio di 6-3, 6-2 la wild card britannica Naomi Broady. Al terzo turno infligge un perentorio 6-3, 6-0 alla sedicenne Ana Konjuh, e quindi dopo tre anni ritorna a disputare un ottavo di finale al Torneo di Wimbledon, confermando di essere in un buono stato di forma. La sua corsa di ferma per mano della tennista ceca Barbora Záhlavová-Strýcová, che al turno precedente aveva eliminato la testa di serie nº2 Li Na.
Dopo Wimbledon Caroline partecipa all'Istanbul Cup, dove le viene attribuita la prima testa di serie (era dal torneo di Lussemburgo nel 2013 che Caroline non era la prima testa di serie in un torneo). Inizia il torneo infliggendo una severa lezione alla giovane promessa svizzera Belinda Bencic, battendola con un doppio 6-0; agli ottavi elimina Karin Knapp con il punteggio di 4-6, 6-2, 6-1. Guadagna la sua quarta semifinale stagionale (dopo quelle di Dubai, Monterrey e Eastbourne) battendo Karolína Plíšková con il punteggio di 6-1, 3-6, 6-2. In semifinale ha la meglio sulla giovane francese Kristina Mladenovic con un netto 6-2, 6-3, conquistando così la sua prima finale stagionale, nonché 35ª in carriera. In finale batte Roberta Vinci con un perentorio 6-1, 6-1. Per la danese è il primo titolo in stagione, il 22º in totale.
Nel mese di agosto la danese partecipa alla Rogers Cup di Montréal. Accede ai quarti di finale concedendo alle avversarie appena sei game nei primi tre incontri. Nel match per la semifinale viene sconfitta dopo una dura battaglia, dall'amica-rivale Serena Williams, con il lottato punteggio di 4-6, 7-5, 7-5. Nonostante la sconfitta ha dimostrato di potere giocare alla pari contro la numero uno del mondo, e di essere tornata agli alti livelli di una volta, che la portarono in vetta alla classifica mondiale.

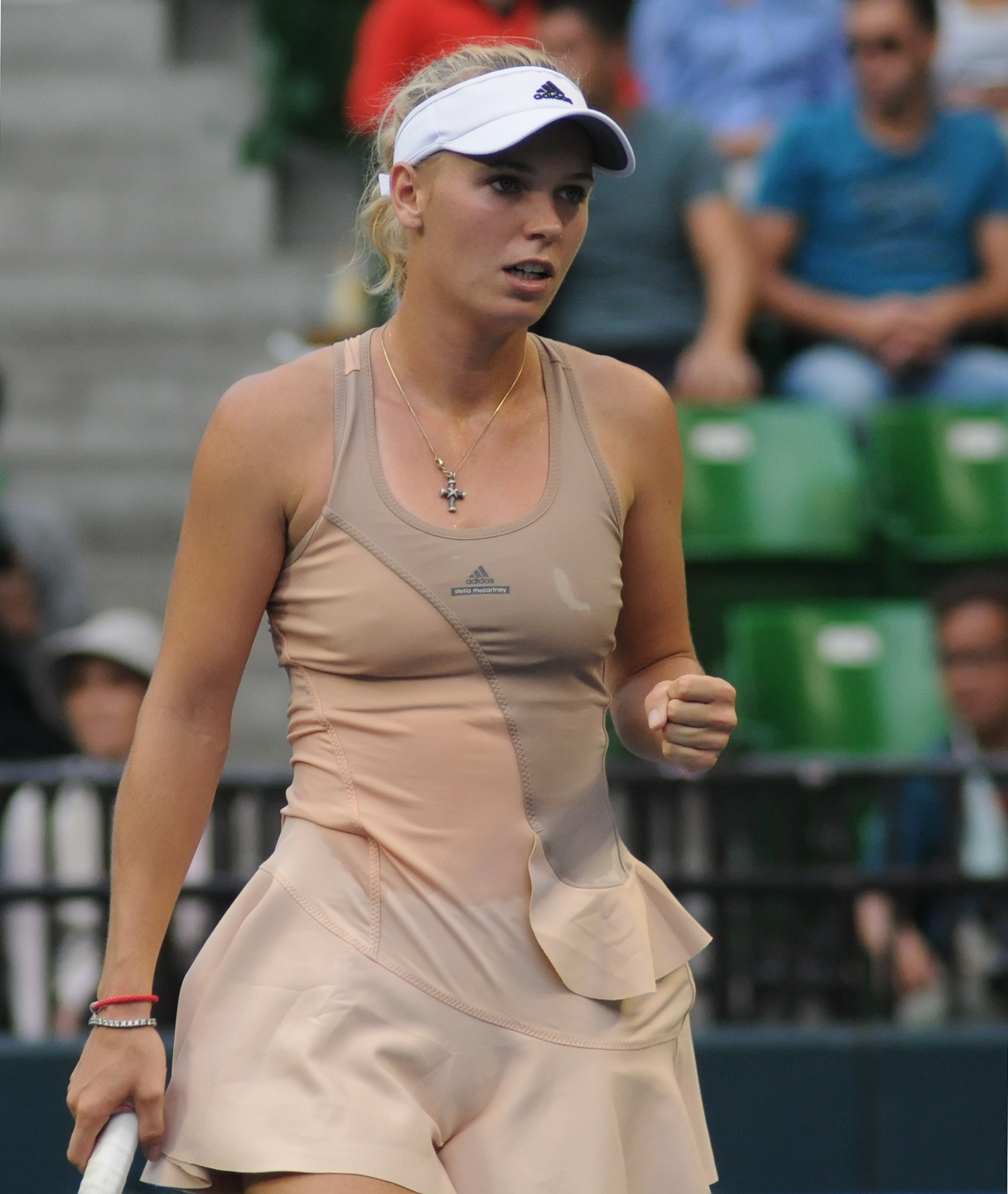
Caroline Wozniacki nel 2014

Prosegue la stagione sul cemento americano al torneo di Cincinnati. Raggiunge il terzo turno, dove sconfigge la tedesca Angelique Kerber per 7-5, 6-2. Questa vittoria è la prima in stagione contro una top ten. Ai quarti butta fuori dal torneo la quarta testa di serie Agnieszka Radwańska per 6-4, 7–6(5), ottenendo così la sua seconda vittoria consecutiva ai danni di una top ten. Tuttavia la sua corsa si ferma in semifinale, ancora per mano di Serena Williams, che batte la ex numero uno del mondo in tre set 2-6, 6-2, 6-4. Dopo il buon risultato raggiunto a Cincinnati la danese prende parte al torneo di New Haven, dove le è attribuita la quarta testa di serie, ma delude venendo sconfitta al secondo turno da Camila Giorgi in due (4-6, 2-6).
Si presenta all'ultimo Slam stagionale come decima testa di serie. Supera il primo turno grazie al ritiro al terzo set di Magdaléna Rybáriková. Nei successivi due non ha problemi a imporsi contro la qualificata Aljaksandra Sasnovic e la testa di serie numero 18 Andrea Petković, entrambe sconfitte in due set. Al quarto turno riesce a vincere il match in tre set contro la russa ex numero uno del mondo Marija Šarapova (6-4, 2-6, 6-2), e così ritorna dopo due anni nei quarti di finale in uno slam. Ai quarti demolisce l'italiana Sara Errani, concedendole soltanto un game (6-0, 6-1). In semifinale affronta la sorpresa del torneo, Shuai Peng, che durante il torneo non ha concesso nemmeno un set. Il match si dimostra molto equilibrato, tanto che il primo set viene vinto dalla danese al tie break. Anche il secondo sembra essere come il primo, ma la tennista cinese è costretta al ritiro. Per questo motivo Caroline Wozniacki approda per la seconda volta in carriera alla finale degli US Open. Nell'atto decisivo è costretta a cedere a Serena Williams, testa di serie numero uno del torneo, venendo sconfitta con un doppio 6-3. Con questo risultato, rientra nella top ten del ranking WTA.

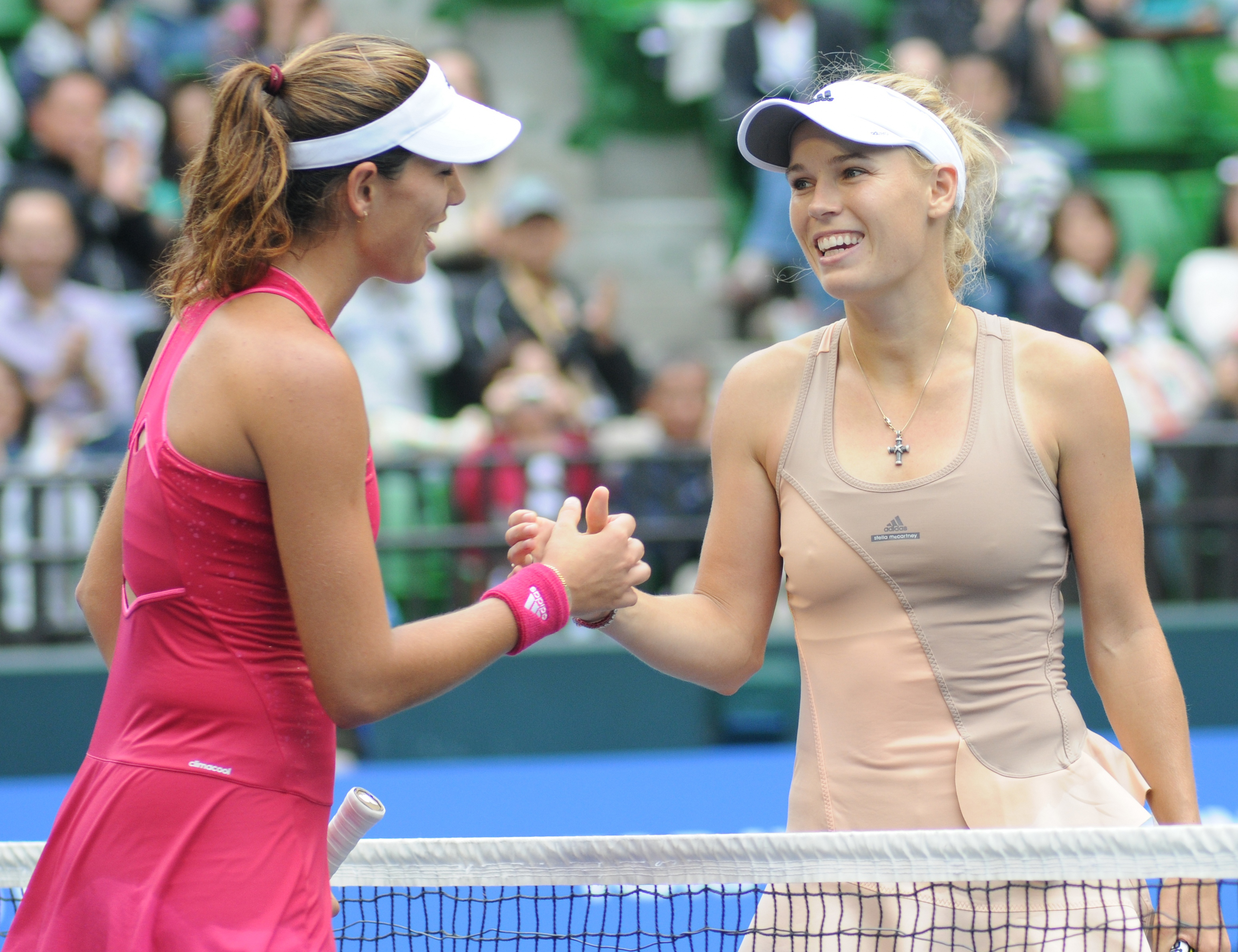
Wozniacki dopo aver battuto Garbiñe Muguruza nella semifinale del Toray Pan Pacific Open.

Dopo l'ottimo Slam la danese prende parte al torneo di Tokyo, dove le è accreditata la testa di serie nº2. Batte in sequenza Jarmila Gajdošová, Carla Suárez Navarro e Garbiñe Muguruza Blanco, per poi perdere in finale contro Ana Ivanović con il risultato di 6-2, 7–6(2). Successivamente partecipa al torneo di Wuhan, dove raggiunge la semifinale (la terza consecutiva), sconfitta a sorpresa da Eugenie Bouchard in due set (3-6, 2-6). A Pechino, la danese non va oltre il secondo turno, battuta da Samantha Stosur per 6-4, 7–6(9). Ai WTA Champioships di Singapore, la danese viene inserita nel gruppo bianco insieme a Šarapova, Kvitova e Radwanska. Vince tutti e tre match perdendo soltanto un set con la Šarapova. In semifinale viene sconfitta (per la quarta volta dell'anno) da Serena Williams in tre set, con il punteggio di 2-6, 6-3, 7–6(6), nella partita più bella dell'anno. La Wozniacki chiude in ottava posizione l'anno della sua rinascita tennistica, anno in cui ha disputato la sua seconda finale slam (a New York sconfitta da Serena Williams) e vinto il suo ventiduesimo titolo in carriera (Istanbul).

### 2015: nuovo infortunio e uscita dallatop ten
Il nuovo anno parte in maniera positiva per la danese che raggiunge la finale ad Auckland dove, a sorpresa, perde contro Venus Williams per 6-2 3-6 3-6. A Sydney si ritira al primo turno contro Barbora Záhlavová-Strýcová a causa di un problema al polso per non compromettere la partecipazione al primo Slam stagionale. Proprio agli Australian Open esce di scena già al secondo turno, battuta 6-4 6-2 da Viktoryja Azaranka in una sfida tra ex numero uno del mondo. Nonostante l'uscita prematura subita nel primo Slam stagionale la danese ritorna in top 5 dopo quasi tre anni di assenza.
Successivamente partecipa al torneo di Dubai, dove è accreditata della testa di serie numero 3. Dopo un bye al primo turno Wozniacki fatica ma batte l'australiana Samantha Stosur per 4-6 6-1 7-5; agli ottavi elimina con un netto 6-4 6-0 Alizé Cornet mentre nei quarti vince contro la Pennetta 7-5 6-0. In semifinale affronta Simona Halep, numero uno del seeding; conquista agevolmente il primo set con il punteggio di 6-2 ma poi crolla, rimediando un doppio 6-1. La settimana seguente prende parte al torneo di Doha, dove viene sconfitta per la seconda volta dell'anno da Viktoryja Azaranka, questa volta ai quarti di finale.

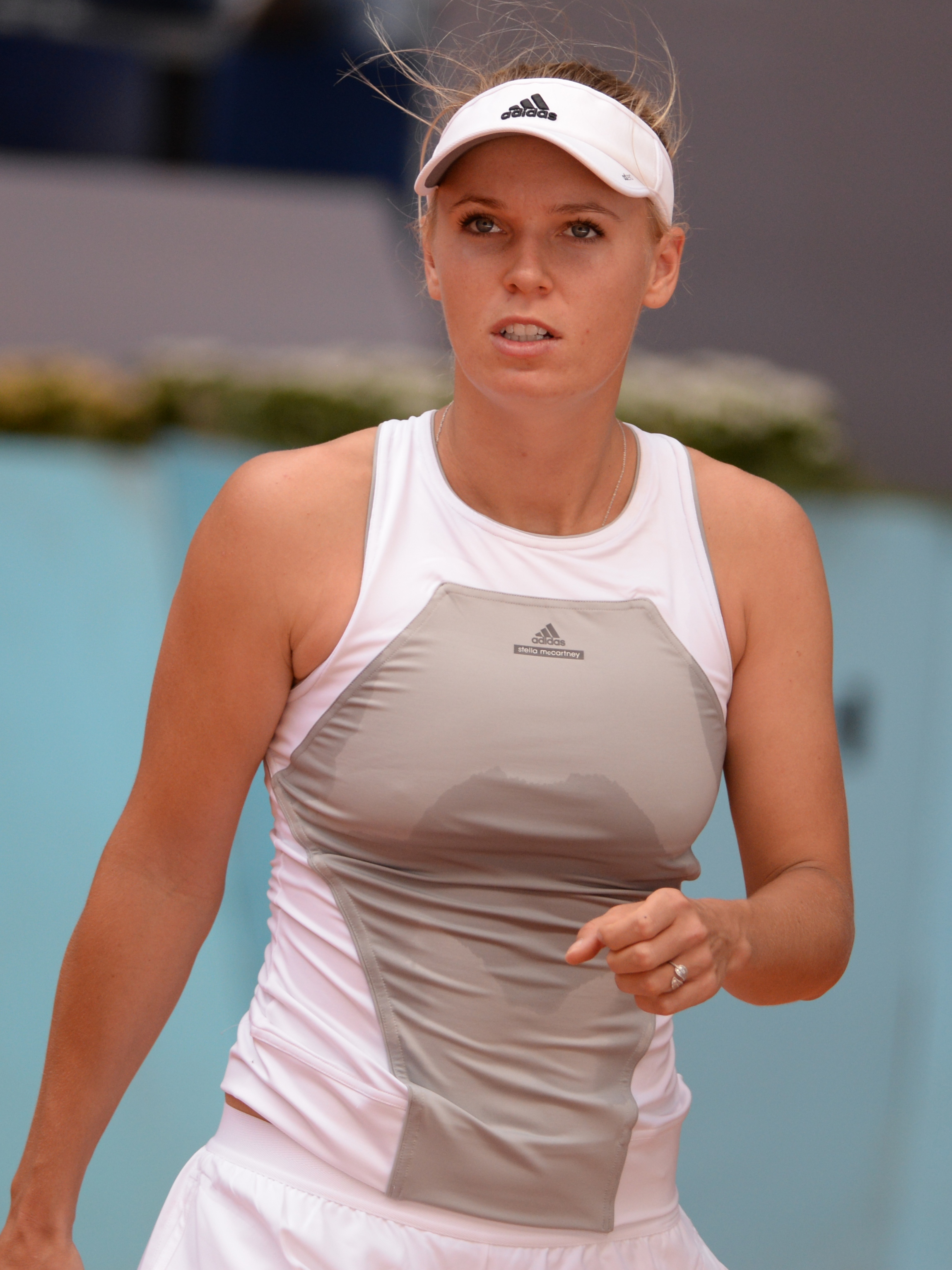
Caroline Wozniacki a Madrid nel 2015

L'8 marzo vince il suo primo torneo dell'anno, il BMW Malaysian Open 2015, battendo in rimonta Alexandra Dulgheru con il punteggio di 4-6 6-2 6-1. Delude in entrambi i Premier Mandatory di Indian Wells e Miami, venendo sconfitta al terzo e quarto turno da Belinda Bencic e Venus Williams. L'11 aprile il padre Piotr annuncia l'arrivo di un nuovo coach per la tennista danese, la ex tennista spagnola Arantxa Sánchez Vicario. Dopo questo nuovo arrivo la danese partecipa al torneo di Stoccarda, dove torna in finale a distanza di quattro anni. Nell'ultimo atto tuttavia viene sconfitta dalla padrona di casa Angelique Kerber, in una finale equilibrata, in cui Caroline cede 3-6 6-1 7-5, dopo essere stata a due punti dal match nel set decisivo. La settimana seguente si presenta al torneo di Madrid come quinta testa di serie. Arriva ai quarti di finale concedendo pochi giochi alle avversarie, ma, nel match per la semifinale, viene sconfitta dalla numero 3 del mondo Marija Šarapova, con il punteggio finale di 6-1, 3-6, 6-3.
A Parigi delude, poiché viene eliminata clamorosamente al secondo turno dalla tedesca Julia Goerges in due set. Nel mese di giugno prende parte al WTA Premier di Eastbourne. Le è assegnata la seconda testa di serie. Al primo turno batte l'australiana Jarmila Gajdošová con il punteggio di 7-6, 6-2, mentre agli ottavi dopo avere perso il primo set al tie-break, batte la Kuznecova in rimonta con il punteggio di 6(3)–7, 6-3, 6-1. Ai quarti di finale incontra la decima testa di serie Andrea Petković. Dopo un primo set lottato, conquistato con il punteggio di 7-5, vince nettamente il secondo per 6-1, raggiungendo così la quarta semifinale qui a Eastbourne, la terza consecutiva. Nel penultimo atto è costretta al ritiro contro Belinda Bencic per un problema all'anca.
A Wimbledon arriva senza troppi problemi alla seconda settimana, ma ancora una volta viene sconfitta agli ottavi finale, per la quinta volta in carriera, questa volta per mano dell'iberica Garbiñe Muguruza, che batte la danese con un doppio 6-4. Nonostante la prematura eliminazione subita a Wimbledon, Caroline sale in quarta posizione ai danni della ceca Petra Kvitová.
Nella tournée nordamericana a causa di un infortunio al polpaccio non colleziona grandi risultati fino al torneo di New Haven dove si spinge fino alla semifinale battuta soltanto dalla ceca, testa di serie numero 2, Petra Kvitová con il punteggio di 7-5, 6-1. Agli US Open è la quarta testa di serie ed è inserita nella parte bassa del tabellone. Qui subisce la sconfitta più dolorosa dell'anno, poiché viene eliminata in tre set dalla ceca Petra Cetkovská per 6-4, 5-7, 7-6, non riuscendo a convertire quattro match point nel set decisivo. A causa della prematura eliminazione, Caroline esce dalla top 5, ritrovandosi in sesta posizione.
Il resto dell'anno è alquanto deludente per la danese che non riesce a qualificarsi per le Finals di fine anno, dove difendeva la semifinale ottenuta l'anno precedente. Chiude l'anno partecipando al “Masterino" di Zhuhai, ma è costretta a ritirarsi nel primo match del girone contro la russa Kuznecova. Chiude l'anno fuori dalle prime 15 del ranking mondiale (per la prima volta dal 2007) e con un solo titolo vinto (Kuala Lumpur).

### 2016: infortunio alla caviglia e cinquecento vittorie in carriera
Inizia il 2016 partecipando al torneo di Auckland dove raggiunge la semifinale senza concedere set; qui deve però arrendersi a Sloane Stephens che la sconfigge in due set. Successivamente prende parte al primo slam stagionale con la testa di serie nº16. Viene subito sconfitta al primo turno dalla kazaka Putinceva con il punteggio di 1-6, 7-6, 6-4. Nei mesi successivi colleziona appena 5 vittorie in altrettanti tornei che testimoniano la scarsa condizione della danese. Nel mese di aprile assume l'ex coach di Petra Kvitová, David Kotyza, ma subito dopo si infortuna alla caviglia ed è costretta a saltare tutta la stagione su terra, Roland Garros compreso, e questo causa l'uscita della danese dalle prime trenta del mondo, per la prima volta dal 2008.
Rientra al torneo di Nottingham, dove perde al secondo turno da Anett Kontaveit con il punteggio di 6(5)–7, 6-3, 7-5. Non le va meglio a Birmingham dove perde subito dalla Wickmayer in tre set. A Eastbourne raggiunge gli ottavi, battendo tra le altre la testa di serie n.7 Samantha Stosur, ma perde in tre set dalla Puig.
A Wimbledon trova subito al primo turno la Kuznetsova che la batte in due set. Non era mai capitato che la danese, prima degli US Open, non avesse vinto nemmeno una partita in un torneo dello Slam.

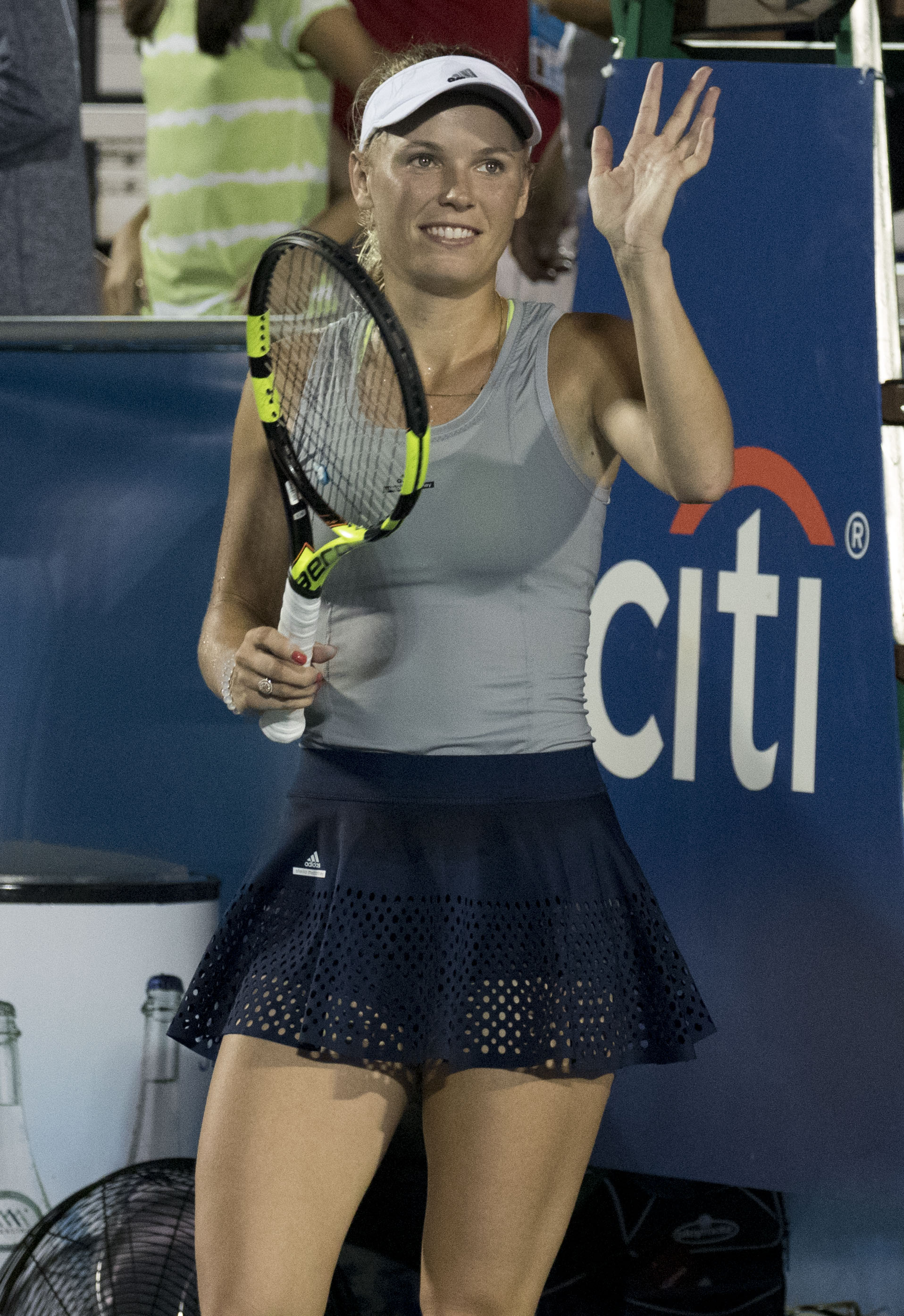
Caroline al Citi Open 2016

Incomincia la stagione americana partecipando al torneo di Washington, ma è costretta ritirarsi nel match di ottavi di finale contro la Stosur sul punteggio di 7-5, 3-4 in suo favore, a causa di un infortunio al braccio sinistro. A causa dell'infortunio rimediato a Washington rinuncia alla Rogers Cup, doveva aveva trionfato nel 2010. Nonostante le condizioni non perfette Caroline decide lo stesso di prendere parte ai giochi di Rio. Supera il primo turno facilmente ma esce subito dopo, sconfitta dalla Kvitova in due set (2-6, 4-6). Non partecipa al Premier 5 di Cincinnati ma una settimana dopo le viene offerta una wild-card per il torneo di New Haven (dove ha trionfato per ben quattro edizioni consecutive), ma anche qui esce al primo turno battuta dalla lettone Jeļena Ostapenko con il punteggio di 7-5, 6-2. Prima dell'inizio degli US Open, ultimo slam stagionale, la danese annuncia la fine della collaborazione con David Kotyza che aveva assunto ad aprile.
Proprio agli US Open ritorna a giocare il suo miglior tennis che due anni prima l'aveva portata sino alla finale (persa contro Serena Williams). Al primo turno batte l'americana Taylor Townsend in tre set (4-6, 6-3, 6-4); al secondo turno si scontra per la prima volta in stagione contro una top ten, ovvero Svetlana Kuznecova, uscendo vincitrice con un doppio 6-4. Al terzo turno non ha problemi a imporsi sulla rumena Niculescu, battuta per 6-3, 6-1, mentre in ottavi di finale incontra un'altra top ten, Madison Keys, uscendo vincitrice anche in questa occasione, sempre in due set, con il punteggio di 6-3, 6-4. Grazie alla vittoria ottenuta ai danni della statunitense Caroline ritorna dopo due anni nei quarti di uno slam. Proprio nel match per la semifinale travolge Anastasija Sevastova battendola con il punteggio di 6-0, 6-2, ritornando in semifinale nello slam Newyorkese. Alla sua sesta semifinale slam (quinta agli US Open) viene sconfitta in due set dalla numero 2 del mondo, Angelique Kerber, con il punteggio di 6-4, 6-3. Grazie alla semifinale raggiunta Caroline recupera ben 45 posizioni rientrando nelle prime 30 del mondo, precisamente al ventinovesimo posto.

Caroline Wozniacki agli US Open 2016

Poco dopo l'ottimo US Open il padre (e anche allenatore) di Caroline afferma di non avere mai visto la figlia giocare in modo così propositivo, aprendo le porte a un Supercoach, ovvero un campione o campionessa del passato, che possa aiutare la figlia soprattutto nell'aspetto mentale, sempre stato suo punto debole.
Comincia lo swing asiatico partecipando per la nona volta consecutiva al prestigioso torneo di Tokyo. Al primo turno trova subito la finalista uscente, Belinda Bencic, che l'anno precedente la sconfisse in semifinale. Nonostante un vantaggio di 6-2, 5-2 la danese crolla e concede il secondo set all'avversaria, che però cede di schianto al terzo per 6-1. Agli ottavi di finale ha la meglio contro la numero 8 del mondo Carla Suárez Navarro per 7–6(4), 4-6, 6-4, mentre in quarti di finale liquida la qualificata Magda Linette in due set (6-4, 6-3). Nel penultimo atto ad attenderla è la testa di serie n.2, nonché numero 4 del mondo, Agnieszka Radwańska. Il match si rivela una vera e propria battaglia sia fisica che mentale. La polacca si porta avanti 6-4, 5-3, ma accusa un calo di concentrazione e concede quattro game consecutivi all'avversaria che vince il set con il punteggio di 7-5. "Aga" si porta avanti anche nel terzo set, ma anche qui non riesce a concretizzare e finisce per essere sconfitta con il punteggio di 4-6, 7-5, 6-4, dopo quasi tre ore di partita. La danese torna così in una finale di un torneo WTA, a distanza di sedici mesi dall'ultima volta (Stoccarda 2015). In finale incontra la diciannovenne giapponese Naomi Ōsaka, e nonostante un problema alla gamba accusato a metà primo set, Caroline riesce a fare suo il match vincendo con il punteggio di 7-5, 6-3, ritornando a vincere un torneo "Premier" a quattro anni di distanza dall'ultima volta (Mosca 2012). Grazie al successo ottenuto in Giappone la danese si issa al ventesimo posto della race.
La settimana successiva prende parte al torneo di Wuhan, e dopo aver sconfitto all'esordio la testa di serie n.16 Samantha Stosur per 6-3, 6-2, coglie la sua cinquecentesima vittoria in carriera, grazie alla vittoria in secondo turno contro la ceca Kateřina Siniaková (6-4, 6-4). Nel match valevole per i quarti di finale affronta di nuovo la Radwanska, dopo la semifinale di Tokyo vinta in tre set da Caroline. Questa volta il match viene vinto dalla polacca che ha la meglio in due set, frenando la serie di sette vittorie consecutive della danese, che non perdeva un match dalla semifinale degli Us Open, persa contro la nuova numero 1 del mondo Angelique Kerber. A Pechino, torneo che sei anni prima la incoronò numero 1 del mondo, incontra per la terza volta di fila Agnieszka Radwańska, perdendo anche in questa occasione per 6-3, 6-1.
Successivamente partecipa come quinta testa di serie al torneo di Hong Kong. Arriva in finale senza perdere un set, battendo in sequenza Zheng Saisai (6-1, 6-4), Heather Watson (6-3, 6-3), Qiang Wang (6-3, 7-5) e la campionessa uscente, Jelena Janković, per 6-3, 6-4. In finale sconfigge in tre set la francese Kristina Mladenovic con il punteggio di 6-1, 6(4)–7, 6-2, conquistando così il suo secondo torneo nel giro di un mese. Grazie alla vittoria conquistata la danese arriva a quota 25 titoli vinti e rientra in top 20, issandosi al 17º posto.
Subito dopo avere vinto il titolo a Hong Kong partecipa al torneo di Lussemburgo, dopo l'edizione vinta nel 2013. Sconfigge al primo turno Madison Brengle per 6-2, 6-2 e agli ottavi la tedesca Sabine Lisicki con il punteggio di 3-6, 6-2, 6-3, ma si ritira prima del match di quarti di finale contro la rumena Monica Niculescu a causa di un problema gastrointestinale.
Nonostante la matematica qualificazione ottenuta al Master B di Zhuhai la danese rinuncia al torneo a causa di un infortuno al piede destro. Chiude l'anno in top 20, dopo una stagione ricca di infortuni che l'avevano fatta precipitare fino alla settantaquattresima posizione, con un bilancio di 34 vittorie e 17 sconfitte (21-3 dallo US Open), e con due titoli vinti, Tokyo e Hong Kong.

### 2017: rientro intop 3e trionfo al Master
Caroline avvia il proprio 2017 giocando ad Auckland, dove le è assegnata la terza testa di serie. Al primo turno elimina Nicole Gibbs per 6-1 6-0 in appena 52 minuti mentre al secondo turno si impone su un'altra americana, Varvara Lepchenko, per 6-3 6-3. Ai quarti affronta Julia Görges e perde per 1-6 6-3 6-4, sprecando un vantaggio di 6-1 3-0 e servizio.
La settimana successiva arriva ai quarti anche all'Apia International Sydney 2017, questa volta battuta dalla ceca Barbora Strýcová, nella partita più lunga dell'anno, con il punteggio di 7-5, 6(6)–7, 6-4.
Si presenta con la testa di serie n.17 al primo slam stagionale, gli Australian Open. Coglie vittorie agevoli nei primi due turni, rispettivamente contro Anastasija Rodionova e Donna Vekić, ma si arrende al terzo turno alla britannica Johanna Konta, nona testa di serie del seeding, con il netto punteggio di 6-3, 6-1.
Dopo la sconfitta subita in Australia Caroline prende parte al Qatar Total Open di Doha, senza che le sia assegnata alcuna testa di serie. Arriva in finale senza perdere un set, battendo in sequenza Kiki Bertens (6-2, 6-3), Agnieszka Radwańska (7-5, 6-3), Lauren Davis (7-5, 6-1) e Mónica Puig (6-1, 6-2). Deve però arrendersi, all'atto conclusivo, alla testa di serie n.2, nonché numero 3 del mondo, Karolína Plíšková, con il punteggio di 6-3, 6-4. Grazie alla finale raggiunta la danese rientra tra le prime 15 del ranking, piazzandosi proprio in quindicesima posizione.
La settimana successiva partecipa al torneo di Dubai. All'esordio batte la promettente russa, Dar'ja Kasatkina, per 6-2, 7-5, mentre al secondo turno ha la meglio su Viktorija Golubic, con il punteggio di 6-4, 6-2. Nel match di ottavi di finale batte in rimonta l'ucraina Kateryna Bondarenko per 3-6, 6-2, 6-3, arrivando così per la quarta volta in stagione ai quarti di finale, su cinque tornei giocati. Proprio ai quarti sconfigge la diciassettenne Catherine Bellis, che al turno precedente aveva sconfitto la testa di serie n.4 Agnieszka Radwańska, con un eloquente 6-3, 6-2. Nel penultimo atto del torneo sconfigge, sempre in due set, la lettone Anastasija Sevastova con il punteggio di 6-3, 6-4, raggiungendo così la seconda finale stagionale consecutiva. Anche questa finale non la vede trionfare, poiché viene superata in due set dalla testa di serie n.7, Elina Svitolina, 4-6, 2-6. Nonostante la finale persa Caroline risulta essere la tennista più vincente nella storia del torneo arabo, avendo raggiunto per ben sei volte consecutive le semifinali. Dopo la finale persa la danese sale di una posizione in classifica, stabilendosi al quattordicesimo posto, mentre nella race si issa al quinto posto.

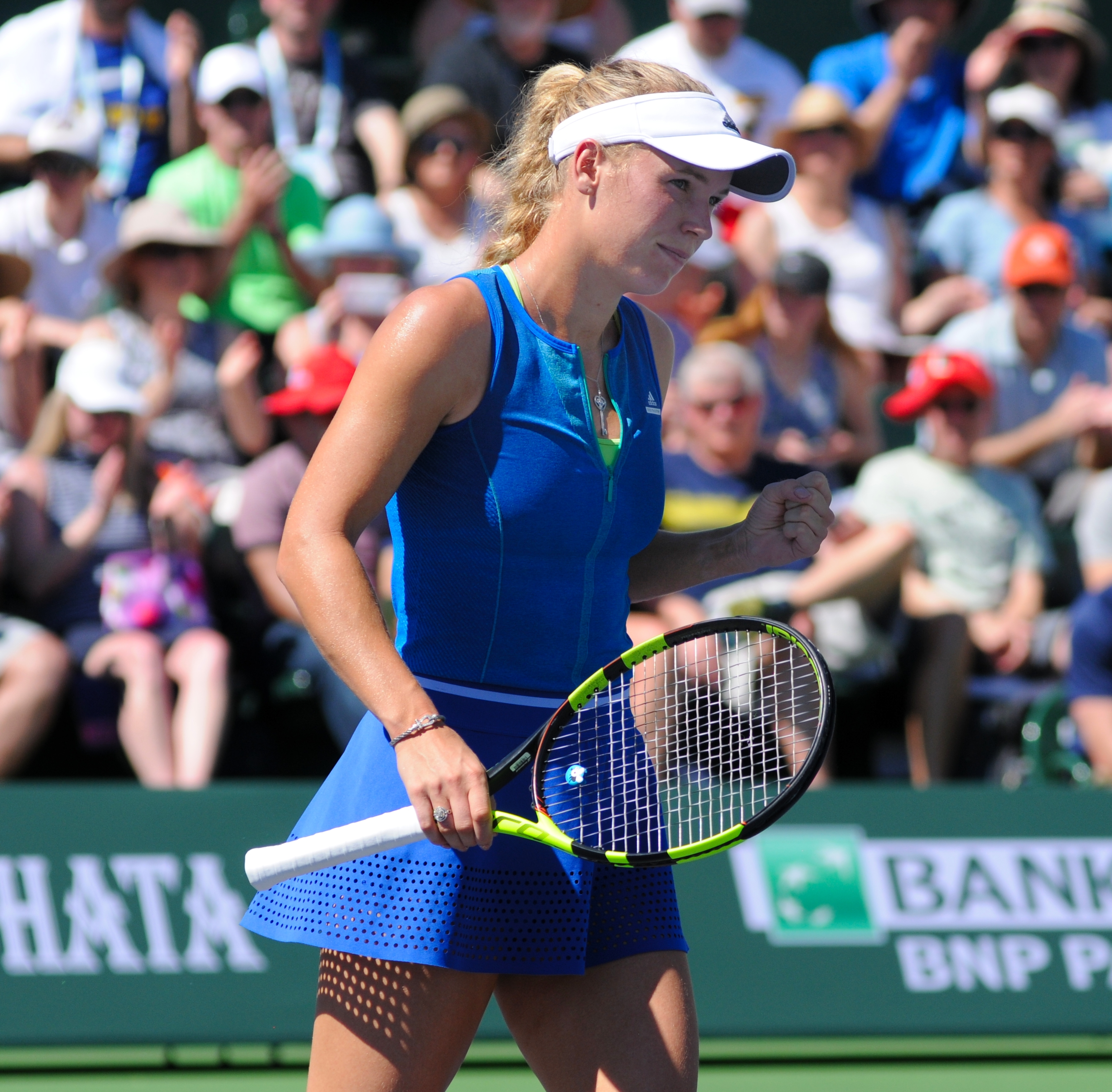
Caroline Wozniacki a Indian Wells nel 2017.

Successivamente partecipa, come ogni anno, al BNP Paribas Open di Indian Wells, dove raggiunge i quarti di finale, battendo tra le altre la rientrante Madison Keys con un doppio 6-4. Proprio nel match per la semifinale viene sconfitta, a sorpresa, dalla francese Kristina Mladenovic in rimonta con il punteggio di 3-6, 7-6, 6-2. Anche a Miami arriva ai quarti di finale, battendo in sequenza Varvara Lepchenko (6-1, 6-2), Sorana Cîrstea (6-2, 6-4), Garbiñe Muguruza (7-6, ret.). Il match la vede opposta a Lucie Šafářová, e nonostante un avvio sprint da parte della ceca Caroline riesce a fare suo il match con una prestazione molto convincente, che le permette di raggiungere per la seconda volta in carriera le semifinali nel torneo di Key Biscane. Proprio in semifinale, si scontra con Karolína Plíšková, numero tre del mondo, e uno della race, che poche settimane prima, l'aveva sconfitta nella finale di Doha. I favori del pronostico sono tutti a favore della ceca, che non tradisce le attese, portando a casa un primo set lottassimo con il punteggio di 7-5, dopo avere annullato tre set point alla danese. I restanti due set, però, sono un monologo di Caroline, che riesce a vincere la partita per 5-7, 6-1, 6-1, riuscendo a raggiungere la sua prima finale al Miami Open, terza stagionale.
Grazie alla finale raggiunta la danese diventa una delle quattro giocatrici in assoluto (con Marija Šarapova, Serena Williams e Viktoryja Azaranka) ad avere raggiunto almeno la finale in tutti e quattro i Premier Mandatory, (finale a Madrid 2009, vittoria a Pechino 2010, vittoria a Indian Wells 2011). In finale incontra Johanna Konta, che la sconfigge con il punteggio di 6-4, 6-3, negando la prima gioia stagionale alla danese, dopo ben tre finali raggiunte. Grazie al risultato ottenuto la danese scala altre posizioni in classifica arrivando al 12º posto, mentre nella race sale in terza posizione.
La settimana successiva partecipa al torneo di Charleston, dopo quattro anni dalla sua ultima apparizione. Viene sconfitta, ai quarti di finale, dalla giovane Jeļena Ostapenko, che la batte in due set (6-2, 6-4). Nonostante la precoce sconfitta la danese scala una posizione nel ranking, diventando undicesima a soli sette punti dalle prime dieci.
La stagione sulla terra è avara di soddisfazioni: perde al secondo turno sia a Praga che a Madrid, sconfitta rispettivamente da Jeļena Ostapenko e Carla Suárez Navarro, mentre si ritira dal torneo di Roma a causa di un infortunio alla spalla, rimediato durante la partita di primo turno del torneo di Madrid contro la rumena Niculescu. La settimana successiva prende parte al torneo di Strasburgo, dove è accreditata della prima testa di serie. Si ritira nel match d'esordio contro l'americana Shelby Rogers per problemi alla schiena avvertiti durante il corso del primo set, perso al tiebreak per dieci punti a otto. Nonostante gli scarsi risultati ottenuti sul rosso, la danese rientra nella "Top Ten" del ranking mondiale, a distanza di più di un anno e mezzo dall'ultima volta (ottobre 2015), mentre nella "Road to Singapore" rimane stabilmente tra le prime quattro, dimostrando una grande costanza, perduta negli ultimi mesi a causa dei vari infortuni.
Si presenta al Roland Garros con la testa di serie n.11 e con un bilancio di due vittorie e tre sconfitte durante la stagione sulla terra battuta. Supera a fatica il primo turno contro la numero 337 del mondo Jaimee Fourlis con il punteggio di 6-3, 3-6, 6-2, mentre nel match di secondo turno rifila un doppio 6-0 alla canadese Abanda. Al terzo turno incontra la giovane promessa statunitense Catherine Bellis che batte in tre set (6-2, 2-6, 6-3), riuscendo così ad approdare, per la seconda volta in carriera, nella seconda settimana dello slam parigino, a distanza di sette anni dall'ultima volta. Nel match valevole per i quarti di finale si scontra la vincitrice di questo slam nel 2009, nonché testa di serie n.8, Svetlana Kuznecova. Caroline, con una grande prova, riesce a sconfiggere la russa per 6-1, 4-6, 6-2, approdando per la seconda volta in carriera nei quarti del Roland Garros. Proprio ai quarti si scontra, per la terza volta in stagione, contro la giovane Jeļena Ostapenko, capace di sconfiggerla in entrambe le occasioni. Nonostante un buon avvio della danese la lettone fa suo il match, impedendo a Caroline di raggiungere, per la prima volta, le semifinali dello slam parigino. Grazie al risultato ottenuto a Parigi, la tennista danese scala 5 posti in classifica, diventando 7ª.

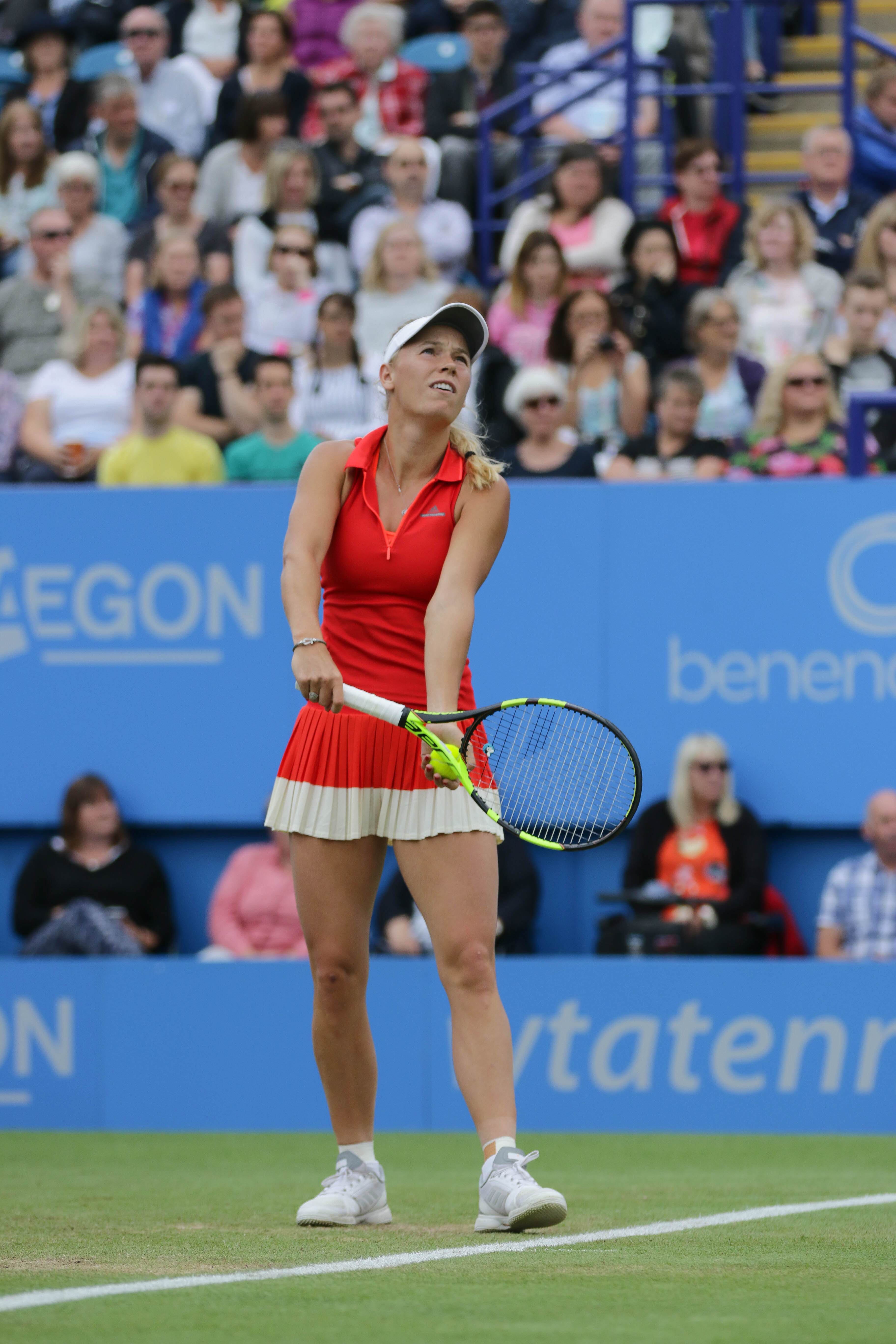
Caroline Wozniacki al servizio durante il torneo di Eastbourne nel 2017

Torna in campo ad Eastbourne, dove dopo un bye al primo turno, supera al secondo Naomi Ōsaka 6-2, 7–6(5), al terzo turno Elena Vesnina 6-1, 6-2 e nei quarti Simona Halep 5-7, 6-4, 6-1, impedendo alla romena la rincorsa al numero uno WTA. In semifinale ha la meglio sulla britannica Heather Watson 6-2, 3-6, 7-5, raggiungendo così la quarta finale stagionale dove viene sconfitta da Karolína Plíšková con un doppio 6-4.
Approda a Wimbledon come numero 6 del mondo e 5 del seeding. All'esordio non ha vita facile contro l'ungherese Babos, battuta in tre set (6-4, 4-6, 6-1), mentre al secondo turno batte la semifinalista del 2010, Cvetana Pironkova, con il punteggio di 6-3, 6-4. Al terzo turno affronta Anett Kontaveit, tennista estone in grande ascesa. Caroline riesce a vincere il match in rimonta con il punteggio di 3-6, 7–6(4), 6-2, con l'avversaria che aveva servito due volte per il match nel secondo set, prima sul 5-4, poi sul 6-5. Grazie alla vittoria ottenuta la danese raggiunge la seconda settimana dello slam londinese per la sesta volta in carriera. Anche in quest'occasione la danese non riesce a raggiungere i quarti di finale, poiché viene sconfitta dalla statunitense Coco Vandeweghe con il punteggio di 7-6, 6-4.

Caroline Wozniacki durante il Torneo di Wimbledon 2017

Poche settimane dopo torna a disputare lo Swedish Open a distanza di sei anni dall'ultima apparizione. Riesce a raggiungere il nono quarto di finale stagionale battendo in tre set la svizzera Golubic, e grazie a questa vittoria diventa la tennista ad avere vinto più match nel 2017 con quaranta successi. Raggiunge le semifinali sconfiggendo in poco più di un'ora l'ucraina Kateryna Kozlova con il punteggio di 6-3, 6-1. Centra la quinta finale stagionale battendo in tre set la belga Elise Mertens con il punteggio di 7-5, 4-6, 6-2. Il 30 luglio perde la quinta finale in stagione, battuta da Kateřina Siniaková con il punteggio di 3-6, 4-6. Partecipa poi al torneo di Toronto dove batte al secondo turno Ekaterina Aleksandrova 6-3, 6-0, al terzo supera agilmente Agnieszka Radwańska 6-3, 6-1 e nei quarti elimina la nuova numero uno del mondo Karolína Plíšková 7-5, 6(3)–7, 6-4. In semifinale batte 6-2, 6-3 Sloane Stephens, raggiungendo la sesta finale stagionale. Il 13 agosto viene sconfitta 6-4, 6-0 da Elina Svitolina, perdendo così la sesta finale su sei disputate nella stagione. A Cincinnati, arriva un altro scontro con la Plíšková, sempre ai quarti di finale. A differenza della Rogers Cup la numero 1 del mondo riesce a sconfiggere la danese in due facili set (6-4, 6-2). Agli US Open delude le attese, uscendo già di scena al secondo turno, per mano della russa Ekaterina Makarova che la batte in tre set.
Inizia lo swing asiatico partecipando al Toray Pan Pacific Open come campionessa uscente. Attribuita della terza testa di serie, sconfigge all'esordio Shelby Rogers in tre set (4-6, 6-1, 6-4), ai quarti la numero 9 del mondo Dominika Cibulková, annullando due match point nel secondo set, e in semifinale la nuova numero 1 del ranking WTA, Garbiñe Muguruza, con l'umiliante punteggio di 6-2, 6-0, approdando così alla settima finale stagionale. Il 24 settembre riesce finalmente a vincere il primo titolo in stagione, sconfiggendo in finale la russa Anastasija Pavljučenkova con il netto punteggio di 6-0, 7-5. Successivamente subisce sconfitte per mano di Maria Sakkarī e Petra Kvitová nei tornei di Wuhan e Pechino, rispettivamente al secondo e terzo turno. Partecipa poi come campionessa uscente al torneo di Hong Kong. Demolisce Eugenie Bouchard al primo turno con un doppio 6-1, ma si ritira prima di scendere in campo nel match di ottavi di finale a causa di un infortunio.
Si presenta alle WTA Finals di Singapore come testa di serie n.6, inserita nel gruppo rosso insieme a Simona Halep, Elina Svitolina e Caroline Garcia. Nel primo match affronta la Svitolina, contro cui non ha mai vinto. Il match viene vinto dalla danese che umilia l'ucraina con il punteggio di 6-2, 6-0. Nella quarta giornata affronta la nuova numero 1 del mondo Simona Halep; anche questa partita si rivelerà essere un monologo di Caroline che impartisce una sonora lezione alla rumena, sconfitta per 6-0, 6-2. Più tardi, grazie alla vittoria della Garcia sulla Svitolina, la Wozniacki si qualifica per la quarta volta su cinque alle semifinali del master dopo quelle perse nel 2009 e nel 2014. Nell'ultima giornata del Robin Round affronta la Garcia, che riesce a prevalere in rimonta sulla danese (0-6, 6-3, 7-5). A causa della sconfitta subita per mano della francese Caroline scende in seconda posizione del girone in favore proprio della Garcia. Nel penultimo atto affronta per la sesta volta dell'anno la ceca Karolína Plíšková avanti per 3-2 negli scontri diretti. Dopo un primo set, giudicato da molti come il migliore dell'anno, vinto al tiebreak dalla Wozniacki per 11 punti a 9, la danese vince anche il secondo per 6-3, tornando a giocare la finale del Master a distanza di sette anni dall'ultima volta. In finale affronta la sua bestia nera, Venus Williams, mai battuta in nessuno dei sette precedenti. Con una delle migliori prestazioni della sua carriera la danese sconfigge la statunitense con un doppio 6-4, riuscendo così a vincere per la prima volta il Master di fine anno, nonché il titolo più importante della sua carriera. Grazie alla vittoria ottenuta la danese sale in terza posizione mondiale, ritornando sul podio a quasi sei anni dall'ultima volta. Chiude la stagione al numero 3 del mondo con i titoli di Tokyo e Singapore e con un bilancio di sessanta vittorie, quattordici delle quali contro giocatrici classificate nella top ten (la più vincente in assoluto, sia in vittorie complessive e sia nei confronti diretti contro le top ten), e ventuno sconfitte.

### 2018: primo titolo dello Slam e ritorno in vetta al ranking
Inizia il 2018 ad Auckland, dove le è accreditata la prima testa di serie. Accede facilmente ai quarti di finale battendo in meno di un'ora sia Madison Brengle (6-3, 6-0) sia Petra Martić (6-2, 6-2). Nei quarti di finale perde il primo set del torneo contro la wild-card statunitense Sofia Kenin battuta con il punteggio di 4-6, 6-2, 6-4. Raggiunge la prima finale stagionale (la seconda ad Auckland), sconfiggendo, con un doppio 6-4, la qualificata Sachia Vickery. In finale viene battuta dalla tedesca Julia Görges con lo score di 6-4, 7–6(4), ma nonostante la sconfitta la danese si issa al secondo posto del ranking mondiale. Per la prima volta da gennaio 2012 la danese sarà tra le prime due teste di serie di un torneo dello slam.

#### La vittoria agli Australian Open

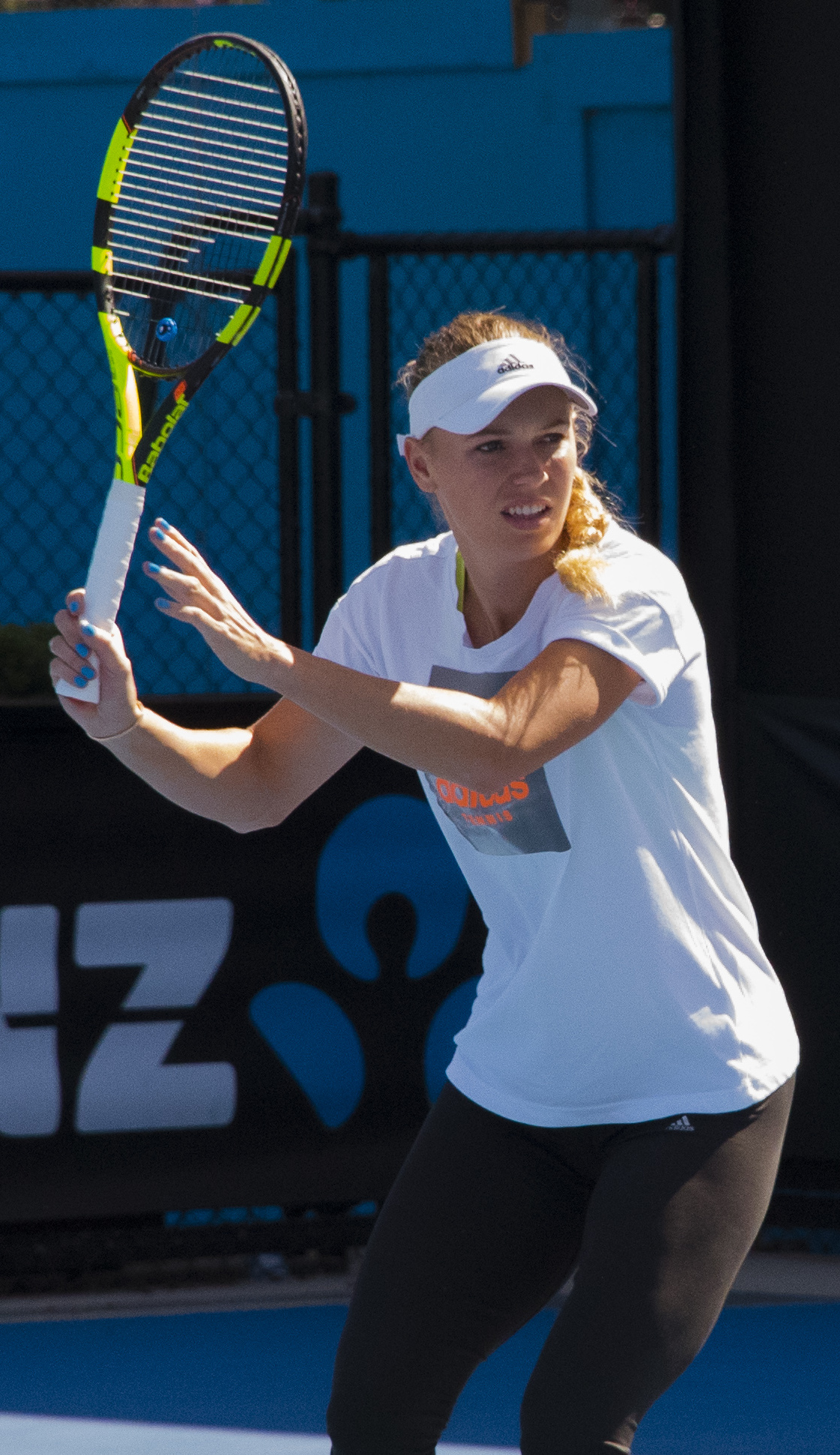
Caroline Wozniacki durante un allenamento agli Australian Open nel 2018, anno in cui ha vinto il suo primo e unico Slam

Approda agli Australian Open con la testa di serie nº2 e con la possibilità di tornare in vetta al ranking in caso di vittoria del torneo. Al primo turno si sbarazza facilmente della rumena Buzărnescu in due set, mentre al secondo turno è costretta a rimontare un match quasi perso contro Jana Fett, poi vinto con il punteggio di 3-6, 6-2, 7-5, (la danese era sotto 5-1, 40-15, nel set decisivo). Al terzo turno batte la testa di serie nº30 Kiki Bertens per 6-4, 6-3, centrando, per la quinta volta in carriera, la seconda settimana del torneo. Agli ottavi sconfigge con un perentorio 6-3, 6-0 la Rybáriková, mentre nei quarti supera la Suárez Navarro per 6-0, 6-7, 6-2 raggiungendo così, per la seconda volta in carriera, le semifinali del torneo australiano a distanza di sette anni dall'ultima volta. In semifinale sfida la sorpresa del torneo, Elise Mertens, proveniente da una striscia di dieci match vinti consecutivamente. Alla fine ha la meglio l'esperienza della danese che sconfigge per 6-3, 7–6(2) la tennista belga, accedendo così alla sua terza finale slam, prima in Australia; in finale affronta la numero 1 del mondo Simona Halep e in palio, oltre alla vittoria slam, c'è anche la vetta del ranking mondiale. La finale si rivela essere una vera e propria battaglia, sia fisica che mentale; dopo un primo set intensissimo vinto al tie-break dalla danese la Halep sembra dare segni di cedimento, ma riesce a portare la partita al set decisivo vincendo il secondo parziale per 6-3. Nel set finale Caroline non riesce a concretizzare due palle del 3-0 e finisce per subire un parziale di quattro giochi a uno per la rumena. La partita sembra arrivare a una conclusione in favore della numero 1 del mondo, ma la Wozniacki non cede e vincendo tre game di fila, riesce per la prima volta a vincere un torneo del grande slam dopo più di dieci anni dall'esordio nel circuito professionistico e grazie al successo ritorna numero 1 del mondo, scavalcando proprio la rumena.
Grazie al trionfo diventa la prima tennista (compresi gli uomini) danese a vincere un torneo dello slam e la settima tennista in assoluto a vincere un Major annullando match point nel corso del torneo. Diventa inoltre la tennista che è stata per due volte numero uno con l'intervallo temporale maggiore tra la prima e la seconda volta (sei anni), record precedentemente appartenuto alla leggendaria Serena Williams.
Subito dopo il trionfo australiano la nuova numero uno del mondo partecipa al torneo di San Pietroburgo. Raggiunge anche qui i quarti di finale, ma viene sconfitta a sorpresa dalla testa di serie nº8 Dar'ja Kasatkina per 7-6, 6-3. Successivamente prende parte al torneo di Doha. Anche in quest'occasione raggiunge i quarti di finale, dove sconfigge l'amica nonché numero 9 del mondo Angelique Kerber per 7–6(4), 1-6, 6-3. In semifinale cede a Petra Kvitová per 3-6, 7–6(3), 7-5 (dopo aver servito due volte per il match nel corso del secondo set) in uno dei match più belli dell'anno. Grazie alla semifinale raggiunta in Qatar, la danese diventa la quarta tennista della storia ad aver vinto più di trenta milioni di dollari provenienti dai montepremi vinti in carriera (dietro le Sorelle Williams e Marija Šarapova).

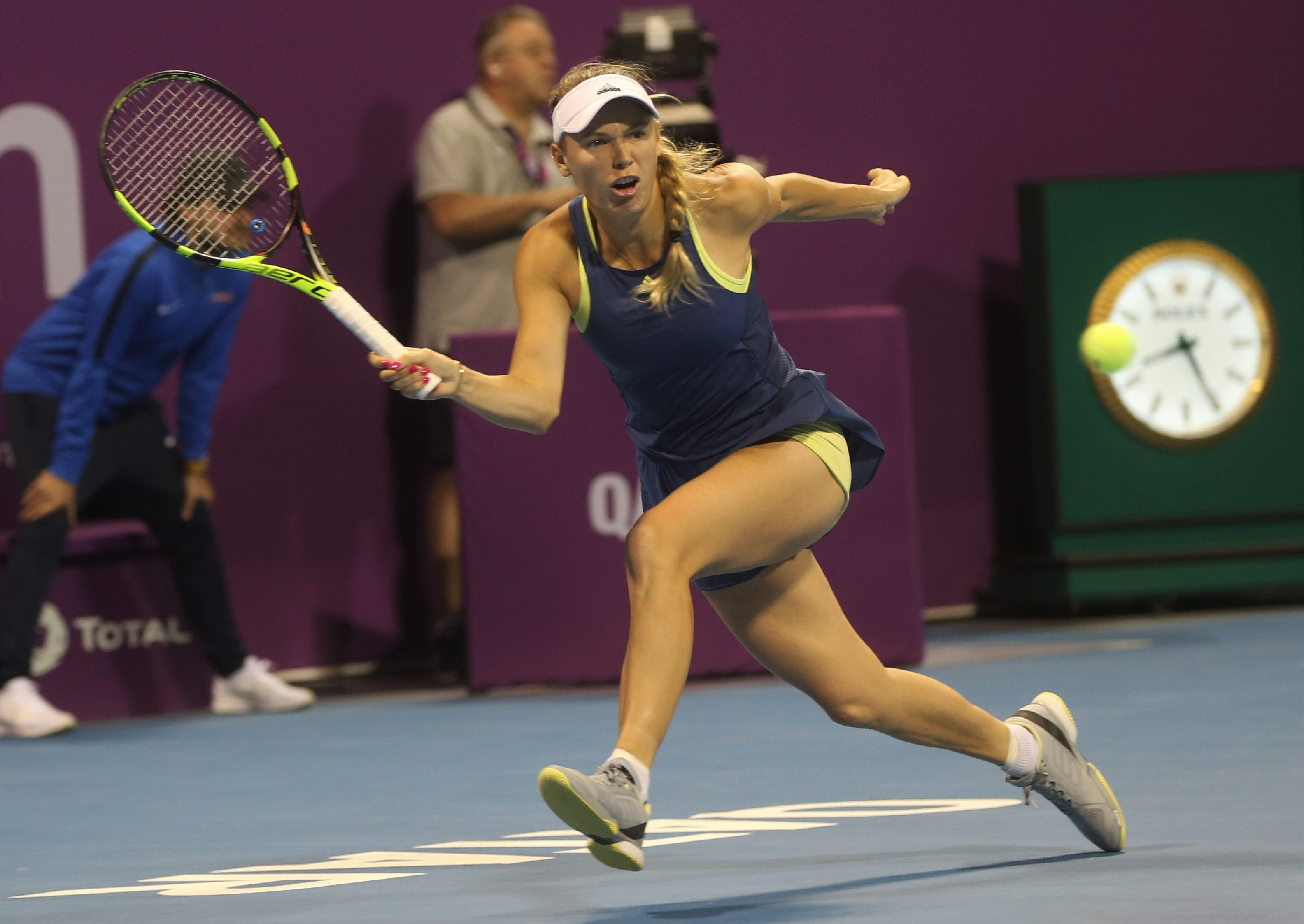
Caroline Wozniacki in azione al torneo di Doha

A Indian Wells perde di nuovo dalla Kasatkina, futura finalista del torneo, agli ottavi di finale, mentre a Miami non supera l'esordio, sconfitta dalla vincitrice delle Olimpiadi di Rio, Mónica Puig, per 0-6, 6-4, 6-4.
Durante la stagione sulla terra rossa raggiunge in due occasioni i quarti di finale (Istanbul e Roma), mentre a Madrid si ferma agli ottavi di finale, sconfitta da Kiki Bertens in due set. Al Roland Garros non riesce a difendere i quarti raggiunti l'anno precedente, venendo sconfitta per la terza volta dell'anno dalla russa Kasatkina.
A Eastbourne la danese torna a mostrare un ottimo livello di tennis, riuscendo a raggiungere la finale sconfiggendo in sequenza tutte specialiste di questa superficie: Camila Giorgi (6-2, 6-3), Johanna Konta (4-6, 6-1, 6-4), Ashleigh Barty (6-4, 6-3) e Angelique Kerber (2-6, 7–6(4), 6-4). Nell'atto conclusivo prevale sulla giovane Aryna Sabalenka in due set tirati (7-5, 7–6(4)), riuscendo così a vincere il secondo titolo stagionale (dopo il trionfo di Melbourne) e secondo in assoluto su erba. Arriva a Wimbledon in fiducia, ma perde prematuramente al secondo turno, battuta dalla russa Ekaterina Makarova in tre set.
Torna in campo nel mese successivo al torneo di Toronto, dove incontra al primo turno Aryna Sabalenka, che si impone per 7-5, 2-6, 6(4)–7. Dopo la sconfitta subita con la bielorussa la danese annuncia di avere problemi fisici che la affliggono da tempo, causandole dolore nella maggior parte del corpo. Nonostante i numerosi infortuni Caroline si presenta a Cincinnati, dove non riesce neanche a concludere il match di primo turno, contro l'olandese Kiki Bertens, a causa dei dolori persistenti. Partecipa agli US Open senza grandi aspettative; riesce a vincere il match di primo turno contro l'ex vincitrice di questo torneo, Samantha Stosur, ma è costretta a capitolare nel turno successivo all'ucraina Lesja Curenko con il punteggio di 6-4, 6-2. A causa degli scarsi risultati la danese scivola al quinto posto della race, mettendo a rischio la partecipazione al Master di fine anno, dove è campionessa uscente.
Inizia la stagione asiatica partecipando al torneo di Tokyo dove, sorprendentemente, viene sconfitta al secondo turno da Camila Giorgi in tre set con il punteggio di 2-6 6-2 4-6. Perde così punti preziosi, in quanto non riesce a difendere il titolo. Nel torneo di Wuhan supera agevolmente Rebecca Peterson per 6-4 6-1, prima di venire sconfitta da Mónica Puig per 6(10)–7 5-7. Disputa il torneo di Pechino dove mostra il suo tennis migliore, vincendo il titolo senza perdere nemmeno un set a distanza di otto anni dall'ultima volta (nel 2010 contro Vera Zvonarëva); si tratta del trentesimo titolo WTA per la danese. Nel corso del torneo estromette Belinda Bencic per 6-2 6-3, Petra Martić per 7-5 6-3, Anett Kontaveit per 7-5 6-4, Kateřina Siniaková con un doppio 6-2 e Wang Qiang per 6-1 6-3. In finale, in poco meno di 1h30m, supera Anastasija Sevastova, sorpresa del torneo, infliggendole un doppio 6-3. Il primo parziale è piuttosto netto, in quanto Caroline si impone con un break e si porta avanti sul 5-2, concludendo il set due game più tardi. Nel secondo set la lettone si trova sotto di 1-4; ma, dopo una reazione d'orgoglio, si porta sul 3-4 con la possibilità di pareggiare i conti. Tuttavia, la danese riesce a recuperare la fiducia e, dopo quasi dieci minuti di gioco, si porta a casa il game e la partita sul successivo servizio dell'avversaria. Grazie ai punti ottenuti la Wozniacki si ancora saldamente alla seconda posizione del ranking mondiale e alla terza della race. Disputa le WTA Finals, dove è campionessa in carica. La danese è nel gruppo bianco insieme ad Elina Svitolina, Petra Kvitová e Karolína Plíšková. Tuttavia raccoglie solamente una vittoria, ovvero quella contro la Kvitová per 7-5 3-6 6-2, mentre viene sconfitta nettamente dalla Plíšková per 4-6 2-6 e, successivamente, dalla Svitolina per 7-5 5-7 3-6 senza sfruttare quattro game point nel secondo parziale per il 6-6. A causa della perdita del secondo parziale, anche in caso di vittoria del match, la Wozniacki non passa alle semifinali. In seguito dichiarerà di soffrire da mesi di artrite reumatoide. Per quanto riguarda la classifica scivola alla terza posizione scavalcata da Angelique Kerber.

### 2019: nuova crisi e uscita dalla Top 20
Inizia l'anno partecipando al torneo di Auckland, in preparazione agli Australian Open. In Nuova Zelanda la danese supera all'esordio Laura Siegemund per 6-3 6-2 prima di venire sconfitta a sorpresa dalla futura finalista, Bianca Andreescu, per 4-6 4-6. Si presenta a Melbourne con l'obiettivo di difendere il titolo, ma viene fermata al terzo turno da Marija Šarapova, che ha la meglio con il punteggio di 6-4 4-6 6-3. In seguito non partecipa ai tornei di Doha e Dubai, perdendo ulteriori punti preziosi che le costano l'uscita dalla Top 10, dopo due anni di permanenza costante.

Caroline Wozniacki durante gli Internazionali d'Italia 2019.

Disputa i tornei statunitensi di Indian Wells e Miami senza ottenere grandi soddisfazioni. Infatti agli Indian Wells viene sconfitta all'esordio da Ekaterina Aleksandrova (5-7 6-2 5-7); mentre in Florida, dopo avere eliminato Aljaksandra Sasnovič per 6-4 6-4 e Monica Niculescu per 6-4 7–6(4), viene estromessa da Hsieh Su-wei in tre set (3-6 7–6(0) 2-6). Raggiunge la finale nel torneo di Charleston dove cede a Madison Keys, che si impone con il punteggio di 7–6(5) 6-3. Nel corso del torneo elimina in ordine Laura Siegemund per 6-2 6-2, Mihaela Buzărnescu per 6-4 3-6 6-3, Maria Sakkarī per 6-2 6-2 e Petra Martić per 6-3 6-4. È costretta, invece, a ritirarsi nel primo match del Masters di Madrid contro Alizé Cornet, sul punteggio di 0-3 in favore alla francese. Stessa sorte la tocca anche agli Internazionali d'Italia, dove termina il primo set perdendolo (6(5)–7) contro Danielle Collins, per poi ritirarsi. Si presenta al Roland Garros come tredicesima testa di seria, ma viene sconfitta in rimonta da Veronika Kudermetova, che la supera con il punteggio di 0-6 6-3 6-3.
Inizia la stagione sull'erba ad Eastbourne dove è la campionessa in carica. Dopo avere superato senza grossi problemi Kirsten Flipkens (6-3 6-4) e Andrea Petković (6-4 6-4) viene fermata da Aryna Sabalenka, finalista dell'anno precedente, che la estromette con il punteggio di 2-6 6-4 7–6(5). Tale sconfitta le pesa molto dal punto di vista dei punti persi, in quanto scivola fino alla 19ª posizione del ranking. Si presenta a Wimbledon, dove usufruisce del ritiro di Sara Sorribes Tormo sul punteggio di 5-4 per la danese e della vittoria su Veronika Kudermetova per 7–6(5) 6-3, prima di venire sorpresa da Zhang Shuai, che ha la meglio per 6-4 6-2.
Successivamente la Wozniacki non ottiene successi degni di nota, a eccezione della semifinale disputata a Pechino. Prende parte al torneo di Toronto cedendo in rimonta al secondo turno contro Iga Świątek (6-1 3-6 4-6); a Cincinnati non va oltre il primo turno, in quanto viene estromessa dalla classe 2000 Dajana Jastrems'ka con un doppio 6-4; agli US Open rimonta Wang Yafan per 1-6 7-5 6-3 e Danielle Collins per 4-6 6-3 6-4, prima di venire fermata dalla futura campionessa, nonché un'altra millennial, Bianca Andreescu (4-6 4-6); a Wuhan esce di scena all'esordio per mano di Hsieh Su-wei, che la spunta con il punteggio 6(2)–7 6-1 6-2. Tuttavia si riprende a Pechino dove è campionessa in carica. Qui raggiunge la semifinale senza cedere un set contro Lauren Davis, Christina McHale, Kateřina Siniaková e Dar'ja Kasatkina. Nonostante ciò viene sconfitta per 6-4 6-2 da Naomi Ōsaka, la quale successivamente si aggiudicherà il titolo. Di conseguenza, la danese perde ulteriori posizioni in classifica, scivolando al 23º posto del ranking, per poi chiudere l'anno alla 38ª posizione.

### 2020: quarta finale in doppio e primo ritiro

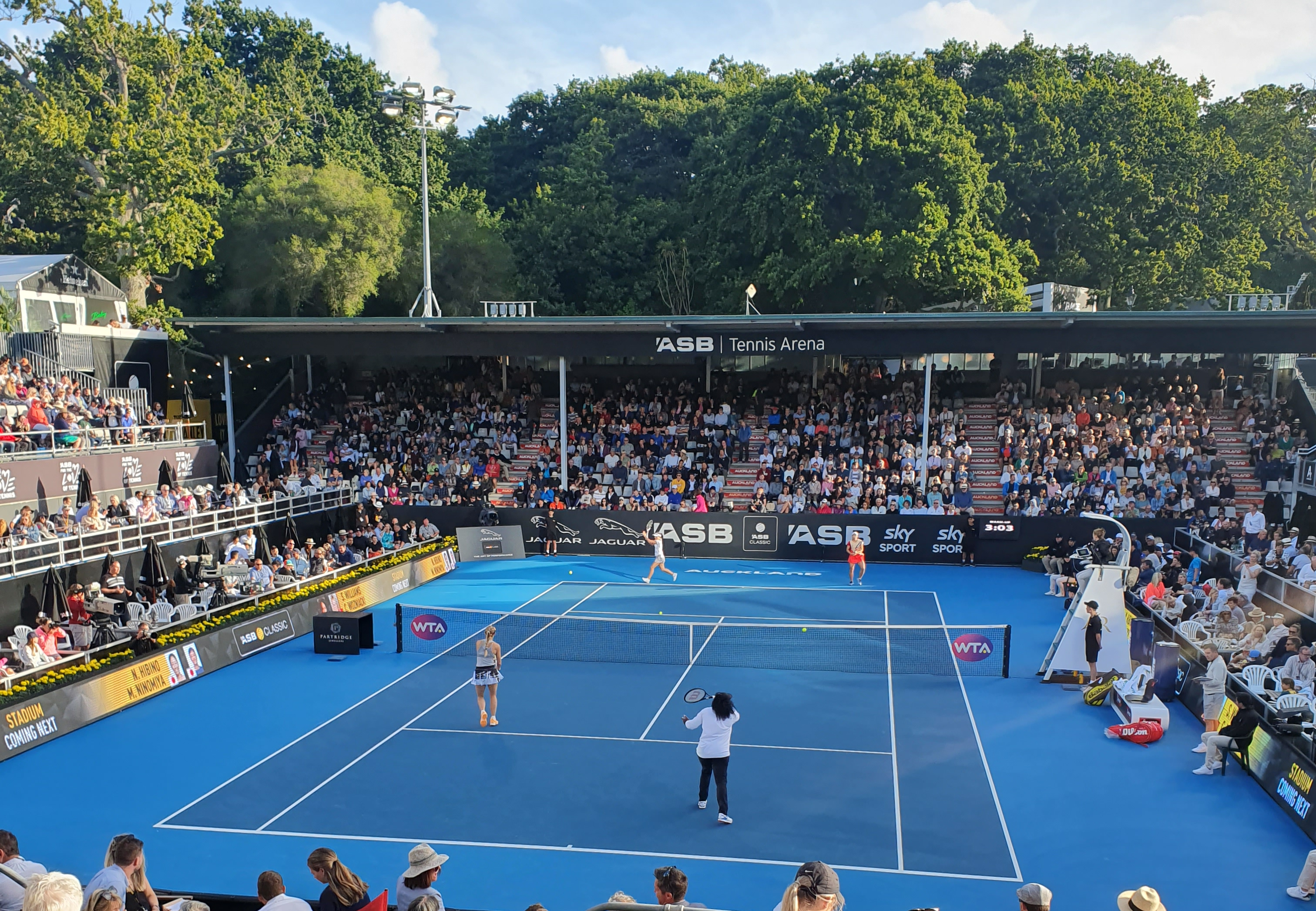
Caroline Wozniacki e Serena Williams in doppio durante il torneo di Auckland nel 2020.

Il 6 dicembre 2019 la tennista annuncia attraverso i suoi profili che si sarebbe ritirata dal professionismo al termine dell'Australian Open 2020. Prima del prestigioso Slam australiano, disputa il torneo di Auckland prendendo parte sia al singolare che nel doppio, in coppia con Serena Williams. Nel corso del torneo lascia un gioco solo a Paige Hourigan, elimina in tre set Lauren Davis, per poi sconfiggere facilmente con il punteggio di 6-1 6-4 la campionessa in carica Julia Görges; tuttavia cede in rimonta in semifinale a Jessica Pegula che ha la meglio per 3-6 6-4 6-0. Invece in coppia con l'amica Serena si sbarazza per 6-2 6-4 della coppia giapponese formata da Nao Hibino e Makoto Ninomiya, di Johanna Larsson e Caroline Dolehide per 6-2 6-1 e delle belghe Alison Van Uytvanck e Kirsten Flipkens per 7–6(9) 6-2; la danese raggiunge così la sua quarta finale in doppio, dopo quasi undici anni dall'ultima apparizione. Il 12 gennaio lei e Serena sfidano le statunitensi Taylor Townsend e Asia Muhammad per il titolo, ma vengono sconfitte con un doppio 6-4.
Approda dunque a Melbourne: dopo essersi sbarazzata facilmente di Kristie Ahn per 6-1 6-3 estromette l'ucraina Dajana Jastrems'ka, per poi arrendersi a Ons Jabeur nel terzo turno per 5-7 6-3 5-7. Al termine dello scontro la Wozniacki ringrazia il pubblico e viene mostrato un video celebrativo di varie sue colleghe che le danno un ultimo saluto e si congratulano per la sua carriera. Nonostante si tratti dell'ultima partita disputata nel circuito WTA la tennista si concederà un match di esibizione presso la Royal Arena di Copenaghen contro Serena Williams, in seguito al quale si congederà definitivamente dal tennis professionistico. L'evento, originariamente previsto per il 18 maggio 2020, è stato rimandato a data da destinarsi a causa della pandemia di COVID-19.

### 2023: il ritorno in campo
Il 29 giugno 2023, attraverso un'intervista per Vogue, l'ex numero 1 del mondo ha annunciato il suo ritorno alle competizioni, previsto per i tornei di preparazione allo US Open, per il quale ha ricevuto una wild card, poi resa ufficiale a metà agosto. Torna in campo al WTA 1000 di Montréal grazie ad una wildcard e vince il match d'esordio contro Kimberly Birrell per 6-2 6-2, arrendendosi poi nel secondo turno alla neo-campionessa di Wimbledon, Markéta Vondroušová (2-6 5-7). Partecipa sempre su invito al torneo di Cincinnati la settimana seguente, dove però viene estromessa subito da Varvara Gračëva con un doppio 6-4. Allo US Open la danese esordisce contro la qualificata Prozorova, vincendo in due set (6-3 6-2). Al secondo turno sfida, per la 15ª volta in carriera, Petra Kvitová, undicesima testa di serie: Wozniacki riesce a prevalere sulla ceca col punteggio di 7-5 7-6(5), tornando a vincere contro una top-15 per la prima volta dal 2018 Al terzo turno supera un'altra tennista rientrante, l'americana Jennifer Brady, accedendo agli ottavi dello US Open per la settima volta, la prima dal 2016. Nella circostanza, Wozniacki viene fermata dalla nº6 del mondo e futura campionessa Coco Gauff, con lo score di 3-6 6-3 1-6.

### 2024

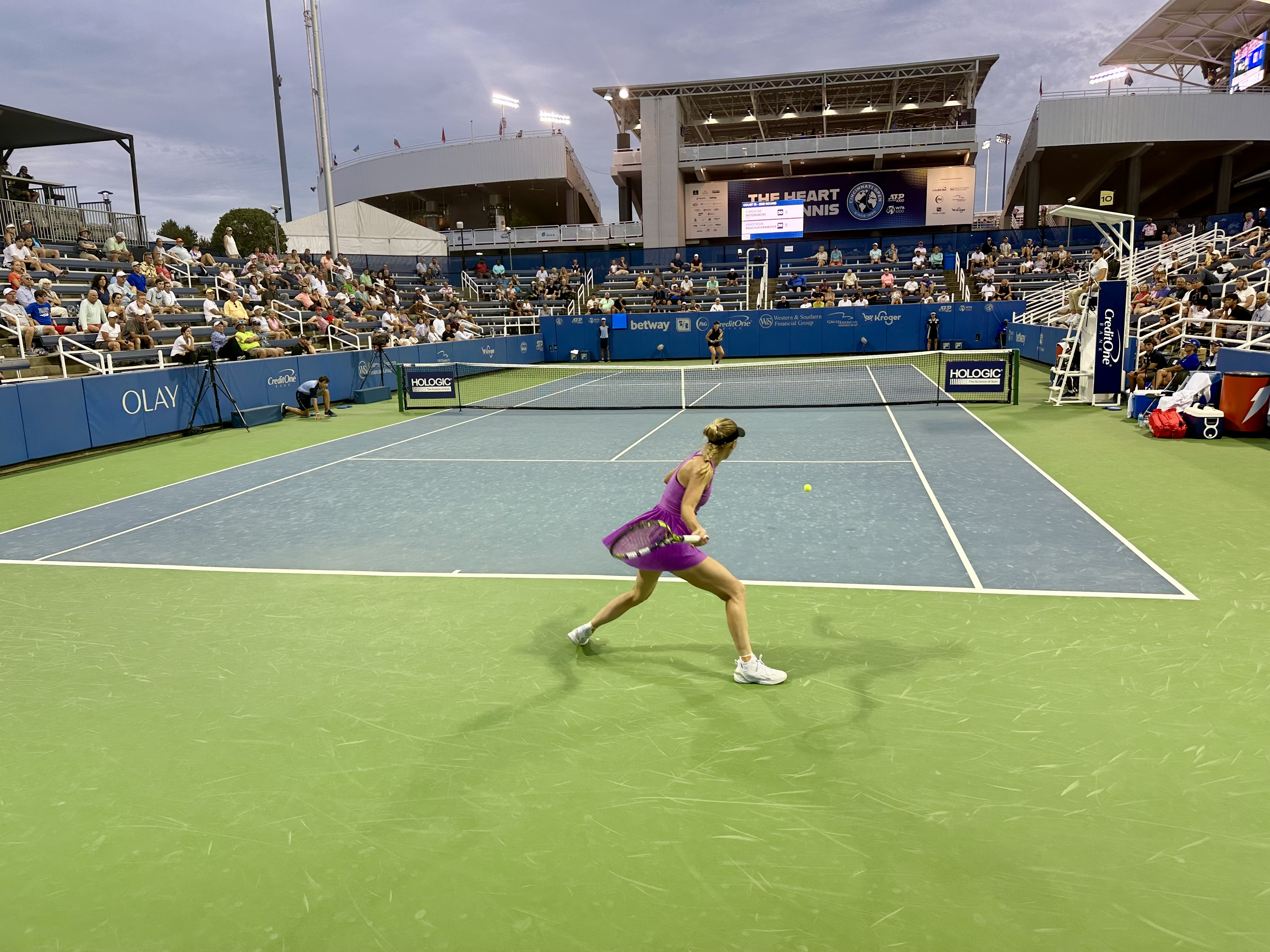
Caroline Wozniacki durante il torneo di Cincinnati nel 2024

La danese inizia la stagione a Auckland: al primo turno, viene sconfitta dalla ex top-5 e futura finalista Elina Svitolina, con lo score di 4-6 3-6. Partecipa quindi al suo primo Australian Open dal rientro grazie a una wild-card: dopo aver approfittato del ritiro di Magda Linette, Caroline viene battuta dalla giovane qualificata Timofeeva, nonostante il netto score del primo set (6-1 4-6 1-6).
Le prime soddisfazioni dell'anno arrivano nel deserto californiano, al torneo di Indian Wells. Qui la danese torna a giocare sprazzi del suo tennis migliore, spingendosi sino i quarti di finale, dopo aver sconfitto, tra le altre, la top 30 Donna Vekić, e l'ex n.1 Angelique Kerber, entrambe in due set. Nel match valido per la semifinale, è costretta al ritiro a causa di un problema al piede destro, dopo un primo set lottato contro la numero 1 del mondo Iga Świątek.
Dopo diverse uscite premature, torna nei quarti di un torneo sull'erba di Bad Homburg, eliminando la nº 7 del seeding Svitolina e la russa Kudermetova. Tra le ultime otto, è costretta al ritiro contro Emma Navarro. A Wimbledon, dopo cinque anni, torna al terzo turno, imponendosi sulla qualificata Parks e sulla fresca finalista di Eastbourne Fernandez; nel match valevole per gli ottavi, raccoglie le briciole contro la top-5 Elena Rybakina, che le concede un game soltanto.

## Stile di gioco
Inizialmente, durante gli anni della carriera juniores, ha messo in mostra un gioco leggermente più aggressivo di quello che poi avrebbe sviluppato nella carriera da professionista e che l'avrebbe fatta conoscere al mondo. La Wozniacki è sempre stata caratterizzata dal forte gioco difensivo, in gergo Push (dall'inglese push, cioè "spingere"), caratterizzato da pochi vincenti facendo affidamento sulla propria tenuta mentale e sugli errori altrui. Da ciò i detrattori della Wozniacki hanno coniato il termine canzonatorio "Pushniacki". Gianni Clerici in un suo articolo apparso sul quotidiano la Repubblica del 2 giugno 2010 definisce per la prima volta la danese "Robottina" per rimarcarne il gioco regolare e da gran lavoratrice di fondo campo. Dotata di entrambi i fondamentali buoni, è soprattutto con il rovescio che spesso riesce a trasformare lo scambio da difensivo in offensivo.

## Vita privata
È stata fidanzata con il giocatore di golf professionista Rory McIlroy dal 2011 al 2014. I due si sarebbero dovuti sposare nell'agosto del 2014, ma il golfista lasciò Caroline pochi mesi prima del matrimonio. Si giustificò dicendo di non sentirsi ancora pronto per un matrimonio e che voleva dedicarsi unicamente alla sua carriera sportiva.
Nel 2016 ha iniziato a frequentare il cestista NBA David Lee. Nel novembre del 2017 la coppia ha comunicato che si sarebbe poi unita in matrimonio nell'estate del 2019. Le nozze si sono svolte il 15 giugno 2019 a Castiglion del Bosco, in Italia.
Nell'ottobre del 2018 ha rivelato di essere affetta da artrite reumatoide; l'esordio della malattia si sarebbe verificato pochi mesi prima.
Il 14 giugno 2021 ha annunciato la nascita della figlia Olivia, nata l'11 dello stesso mese. Il 24 ottobre 2022 è nato invece il suo secondogenito, James. 

## Statistiche

### Singolare

#### Finali del Grande Slam

##### Vinte (1)
| Anno | Torneo                     | Superficie | Avversaria in finale | Risultato        |
| ---- | -------------------------- | ---------- | -------------------- | ---------------- |
| 2018 | Australian Open, Melbourne | Cemento    | Simona Halep         | 7-6(2), 3-6, 6-4 |

##### Perse (2)
| Anno | Torneo                | Superficie | Avversaria in finale | Risultato |
| ---- | --------------------- | ---------- | -------------------- | --------- |
| 2009 | US Open, New York     | Cemento    | Kim Clijsters        | 5-7, 3-6  |
| 2014 | US Open, New York (2) | Cemento    | Serena Williams      | 3-6, 3-6  |

#### Risultati in progressione nei tornei dello Slam
| Sigla | Risultato               |
| ----- | ----------------------- |
| V     | Vincitore               |
| F     | Finalista               |
| SF    | Semifinalista           |
| O     | Oro olimpico            |
| A     | Argento olimpico        |
| SF    | Bronzo olimpico         |
| QF    | Quarti di Finale        |
| 4T    | Quarto turno            |
| 3T    | Terzo turno             |
| 2T    | Secondo turno           |
| 1T    | Primo turno             |
| RR    | Round Robin             |
| LQ    | Turno di qualificazione |
| A     | Assente                 |
| ND    | Non disputato           |

| Legenda superfici    |
| -------------------- |
| Cemento              |
| Terra battuta        |
| Erba                 |
| Superficie variabile |

| Torneo                 | 2005    | 2006    | 2007    | 2008 | 2009 | 2010 | 2011 | 2012 | 2013 | 2014 | 2015 | 2016 | 2017 | 2018 | 2019 | 2020 | ... | 2023 | 2024   | Titoli | V–S    |
| ---------------------- | ------- | ------- | ------- | ---- | ---- | ---- | ---- | ---- | ---- | ---- | ---- | ---- | ---- | ---- | ---- | ---- | --- | ---- | ------ | ------ | ------ |
| Tornei del Grande Slam |         |         |         |      |      |      |      |      |      |      |      |      |      |      |      |      |     |      |        |        |        |
| Australian Open        | Assente | Assente | Assente | 4T   | 3T   | 4T   | SF   | QF   | 4T   | 3T   | 2T   | 1T   | 3T   | V    | 3T   | 3T   |     | A    | 2T     | 1 / 14 | 37–13  |
| Open di Francia        | Assente | Assente | 1T      | 3T   | 3T   | QF   | 3T   | 3T   | 2T   | 1T   | 2T   | A    | QF   | 4T   | 1T   | A    | A   | A    | 0 / 12 | 21–12  |        |
| Wimbledon              | A       | Q1      | 2T      | 3T   | 4T   | 4T   | 4T   | 1T   | 2T   | 4T   | 4T   | 1T   | 4T   | 2T   | 3T   | ND   | A   | 3T   | 0 / 14 | 27–14  |        |
| US Open                | Assente | Assente | 2T      | 4T   | F    | SF   | SF   | 1T   | 3T   | F    | 2T   | SF   | 2T   | 2T   | 3T   | A    | 4T  | 4T   | 0 / 15 | 44–15  |        |
| Vittorie–Sconfitte     | 0–0     | 0–0     | 2–3     | 10–4 | 13–4 | 15–4 | 15–4 | 5–4  | 7–4  | 11–4 | 6–4  | 5–3  | 9–3  | 12–3 | 6–4  | 2–1  |     | 3–1  | 6–3    | 1 / 55 | 129–54 |